# Castelul Haller din Ogra
Castelul Haller din Ogra este un ansamblu arhitectonic construit de familia Haller în localitatea Ogra, județul Mureș. Aproape de drumul european E60, corespunzător DN15 (Turda–Târgu Mureș), castelul se ridică semeț pe malul râului Mureș. Edificiul construit în secolul al XVII-lea păstrează elementele barocului târziu. 

## Istoric
Temeliile castelului din Ogra au fost puse în secolul al XVII-lea. Crama e cea care păstrează amintirea reședinței de cândva al acestui edificiu. Ceea ce vedem astăzi a fost construit între secolele XVIII-XIX, stilul lui fiind post-baroc.
Edificiul a fost naționalizat în anul 1949. În timpul perioadei comuniste în interiorul castelului au funcționat o școală, un internat și sfatul popular. După ce familiei Haller i-a fost restituit castelul, acesta a fost vândut familiei Fóris din Târgu Mureș. Din 2011 castelul funcționează ca pensiune-restaurant-cramă.

## Imagini din interior

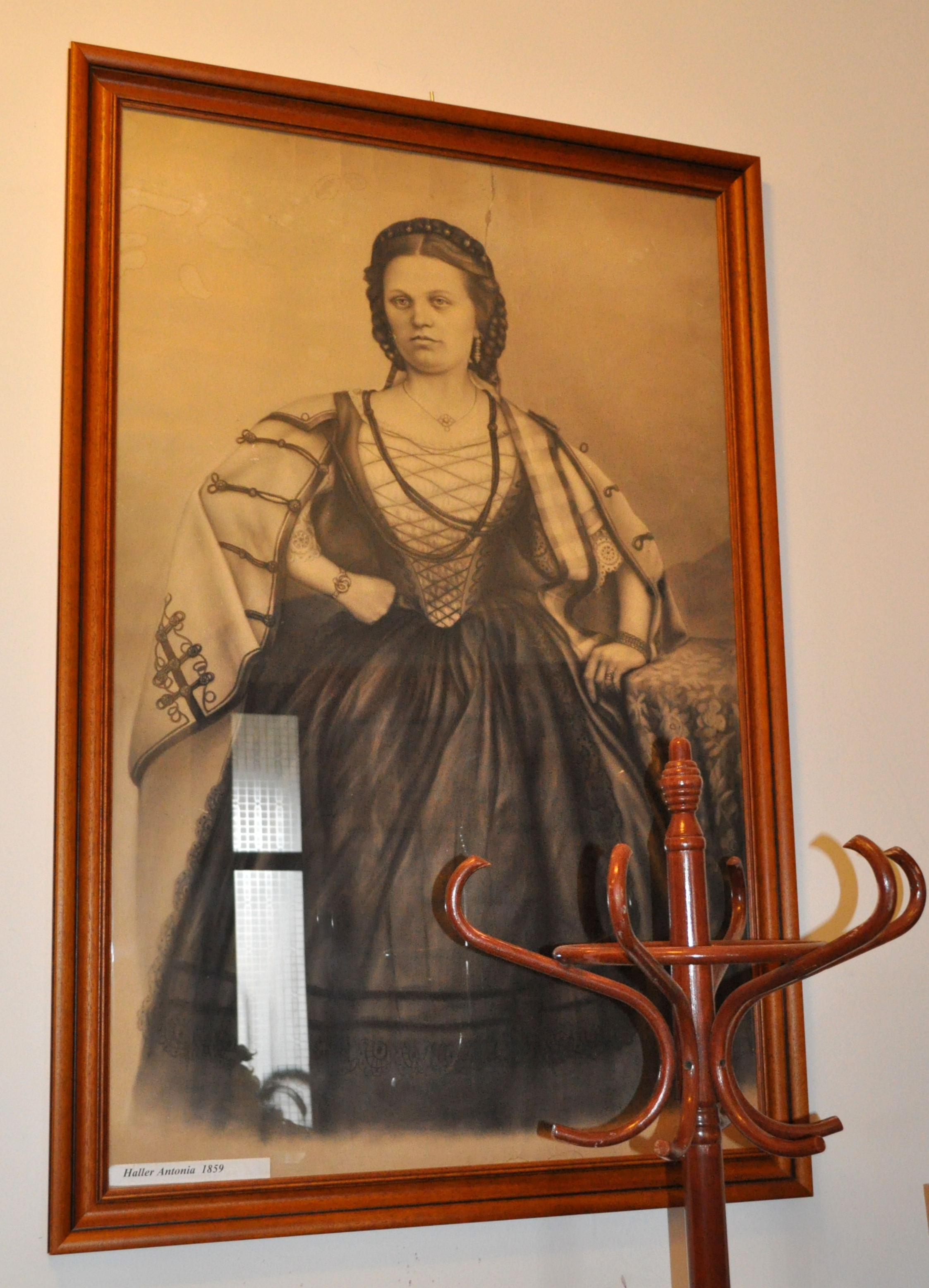
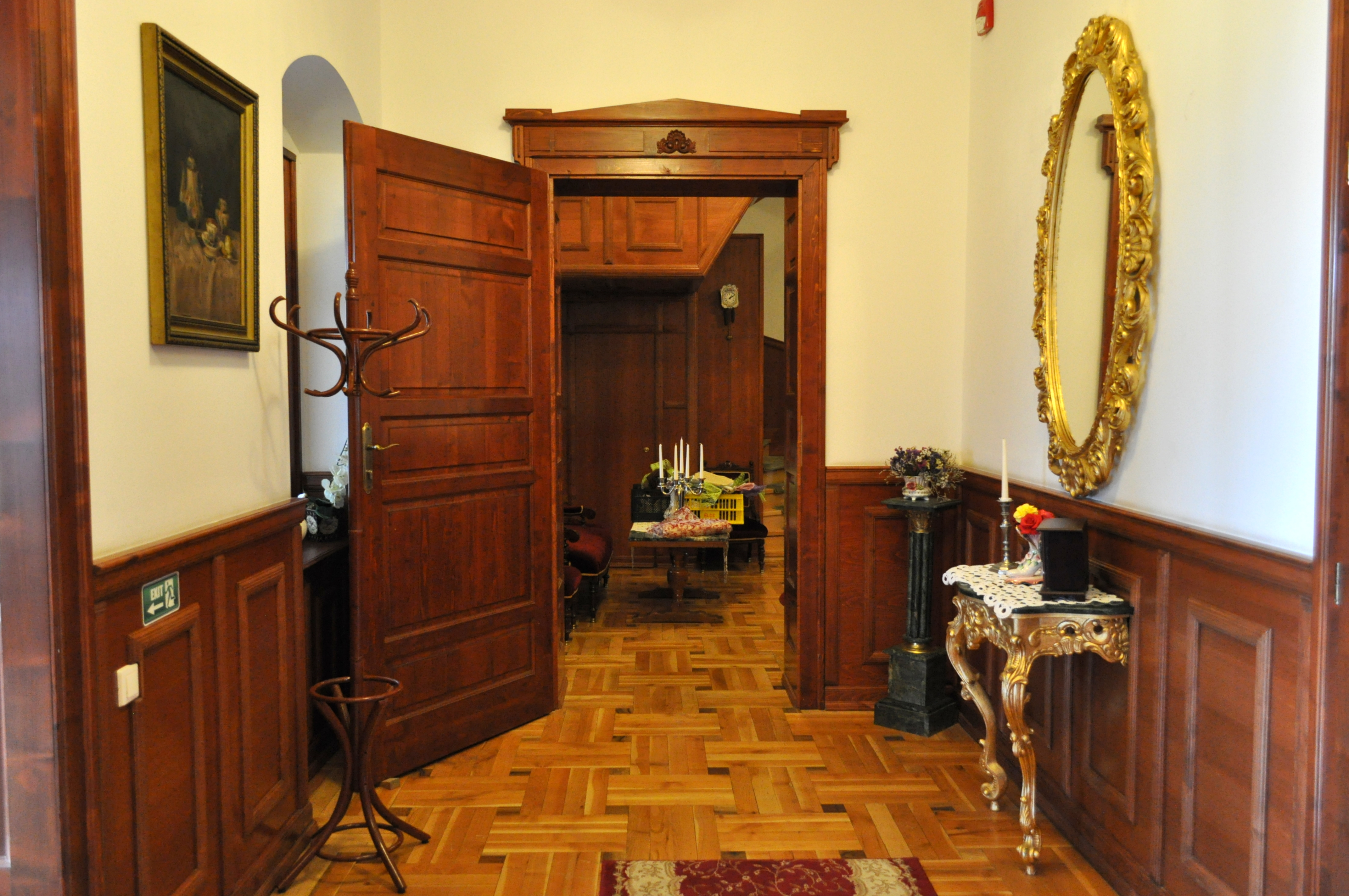
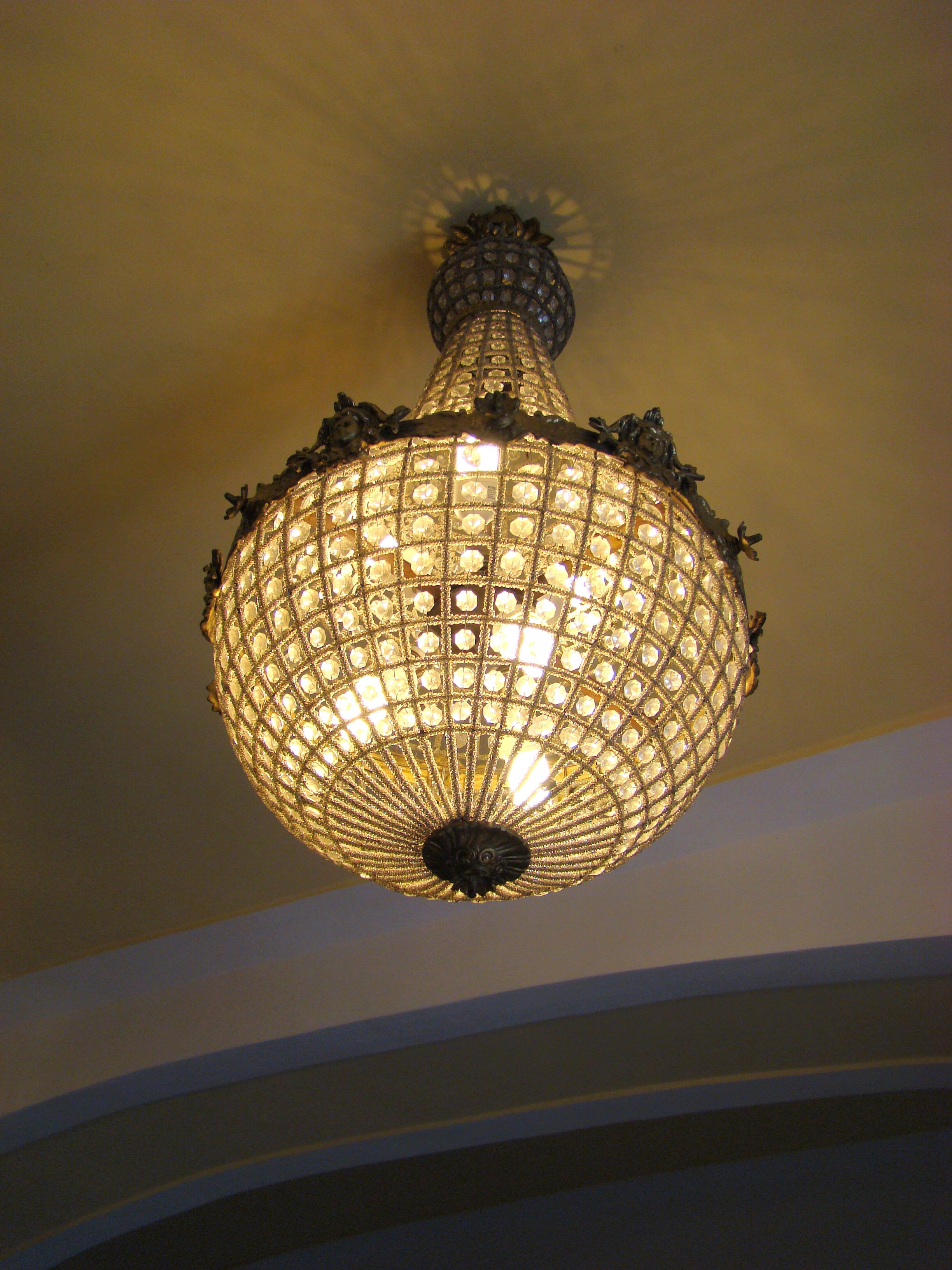
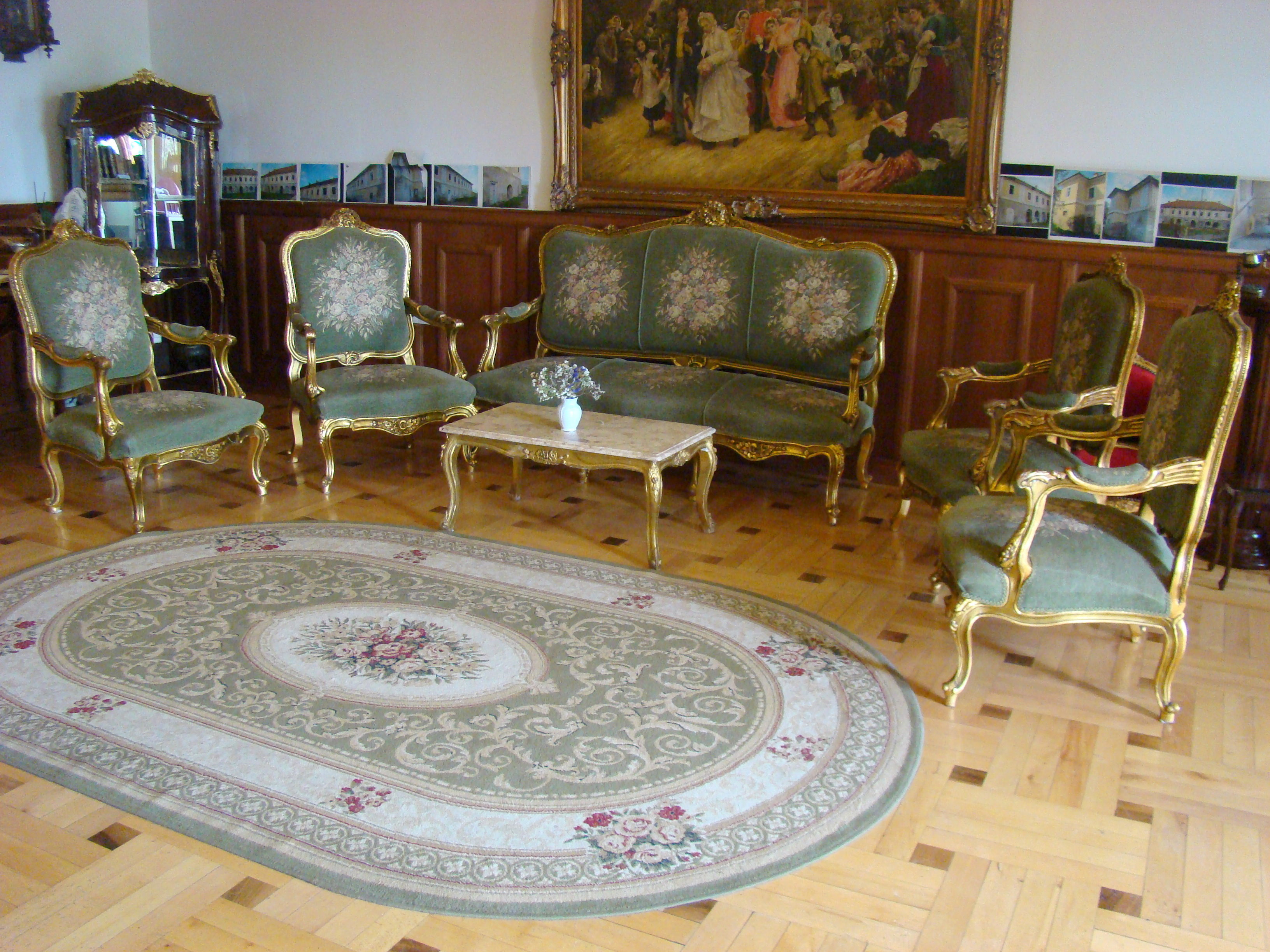
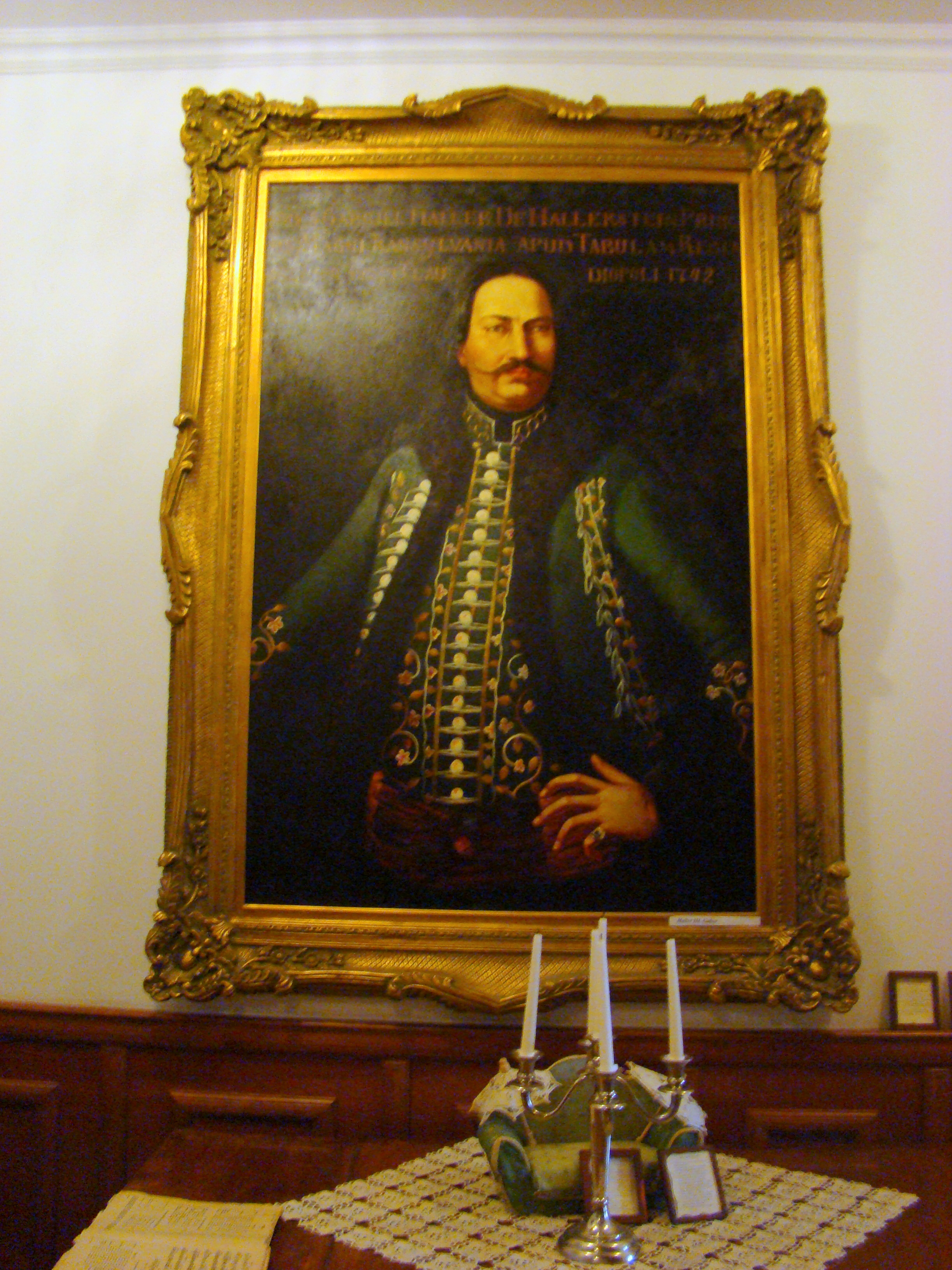
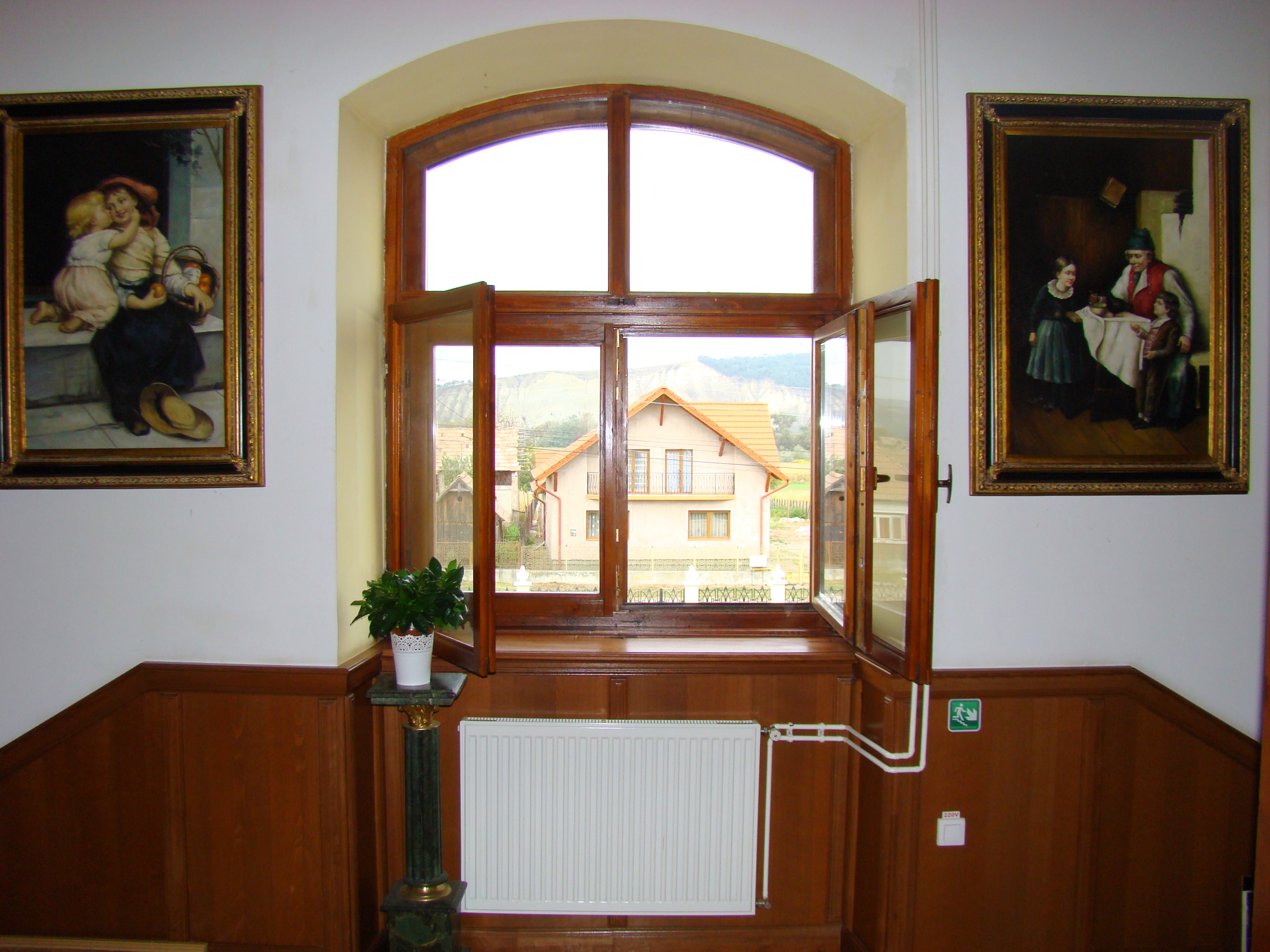
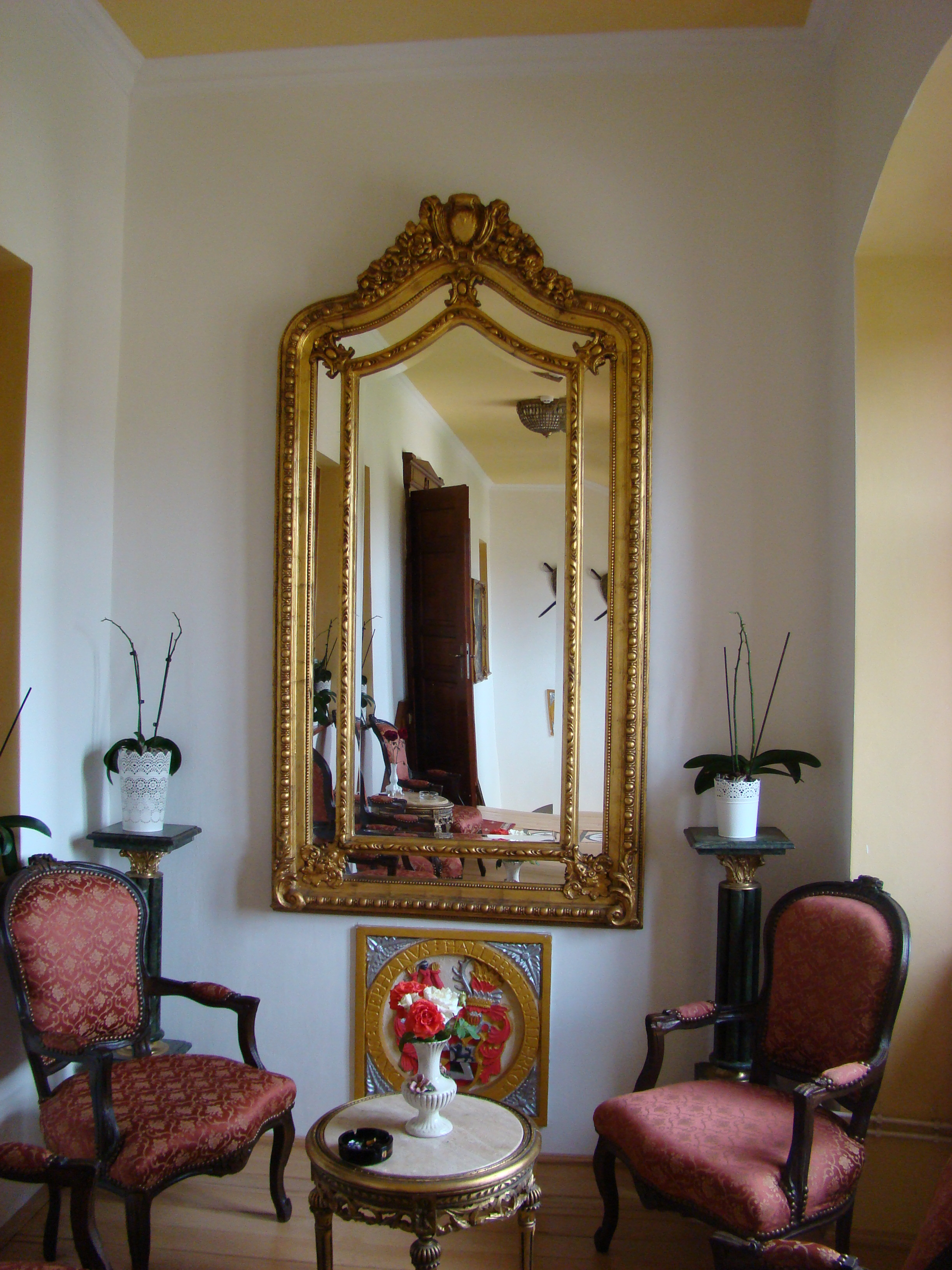
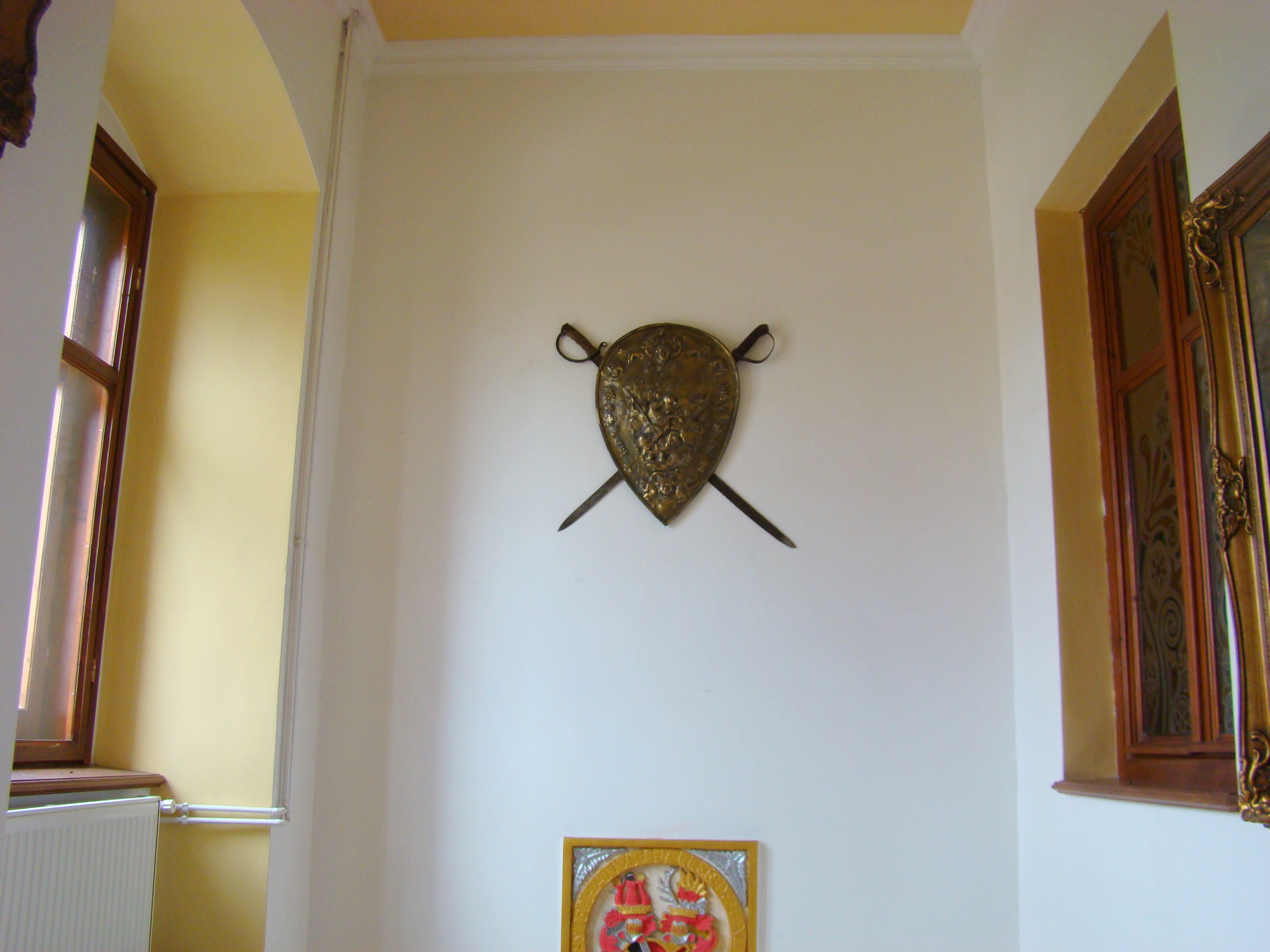
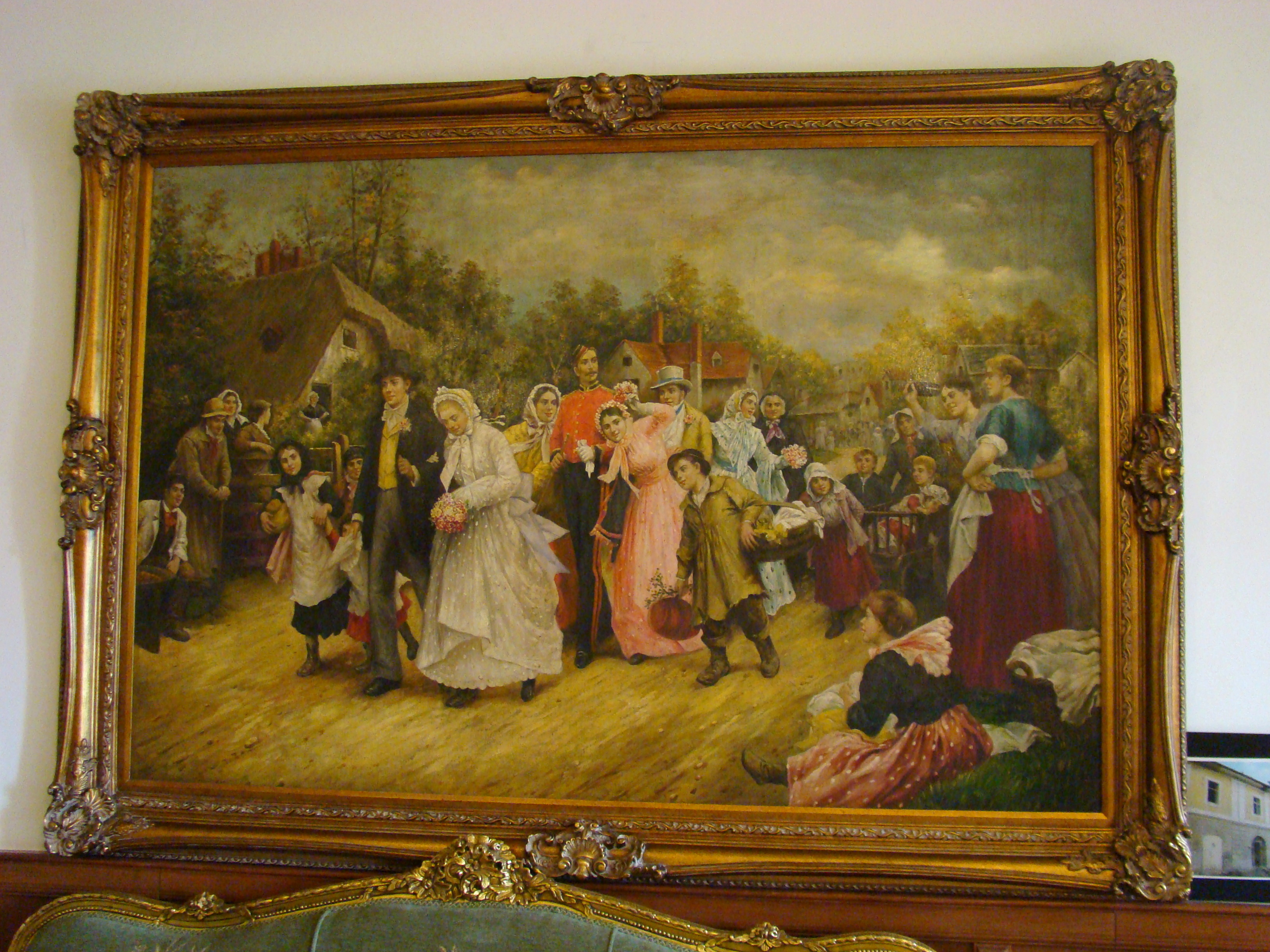
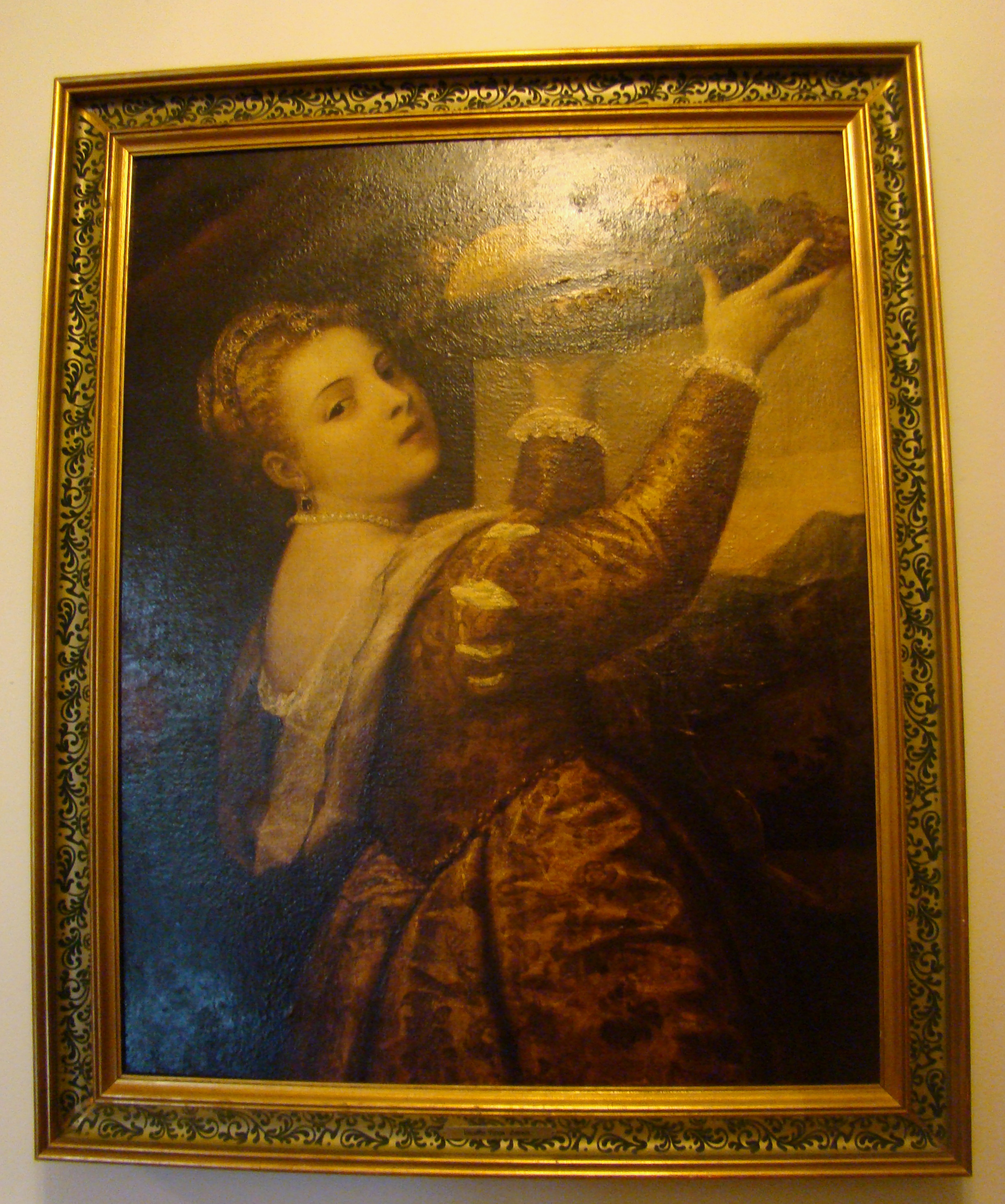
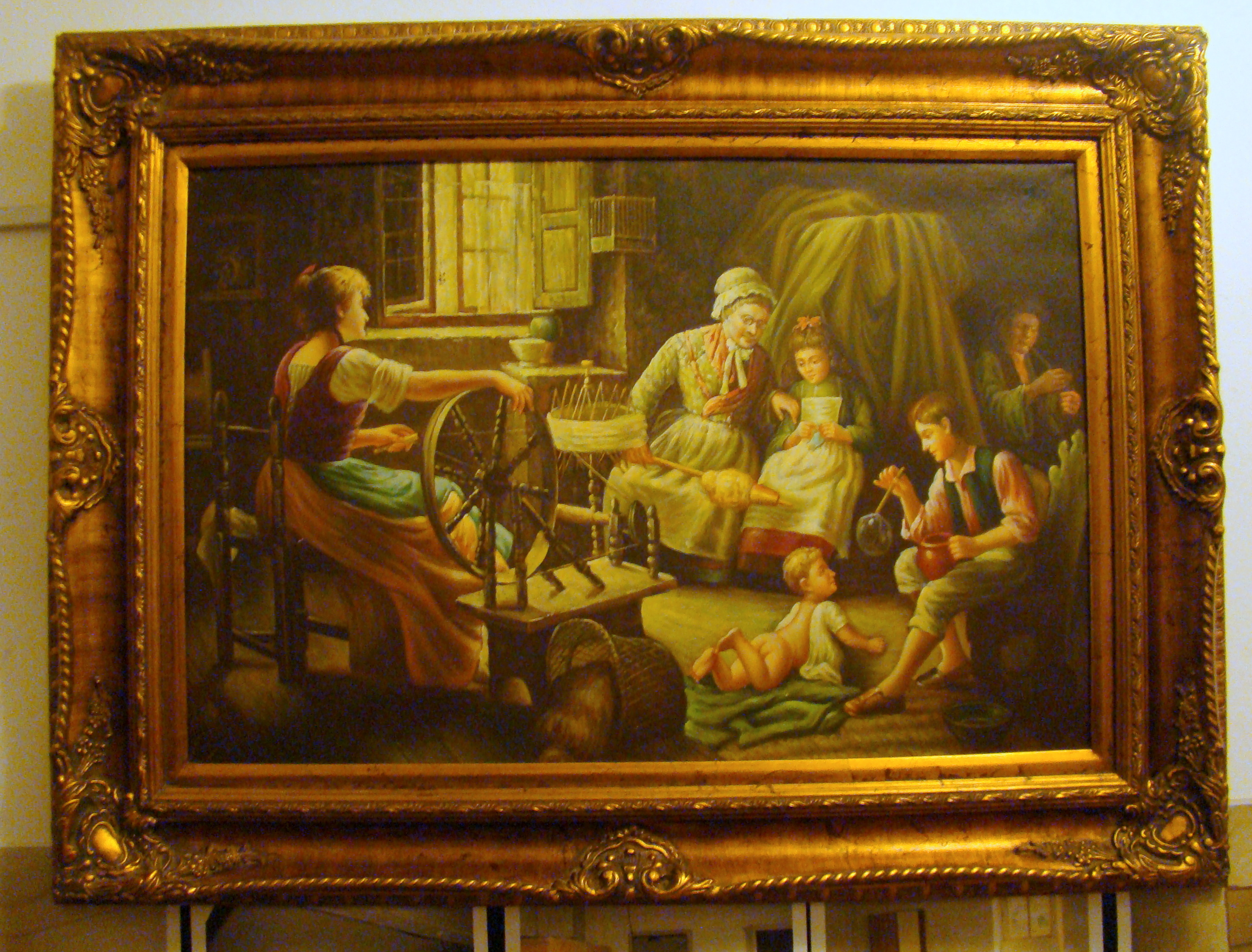
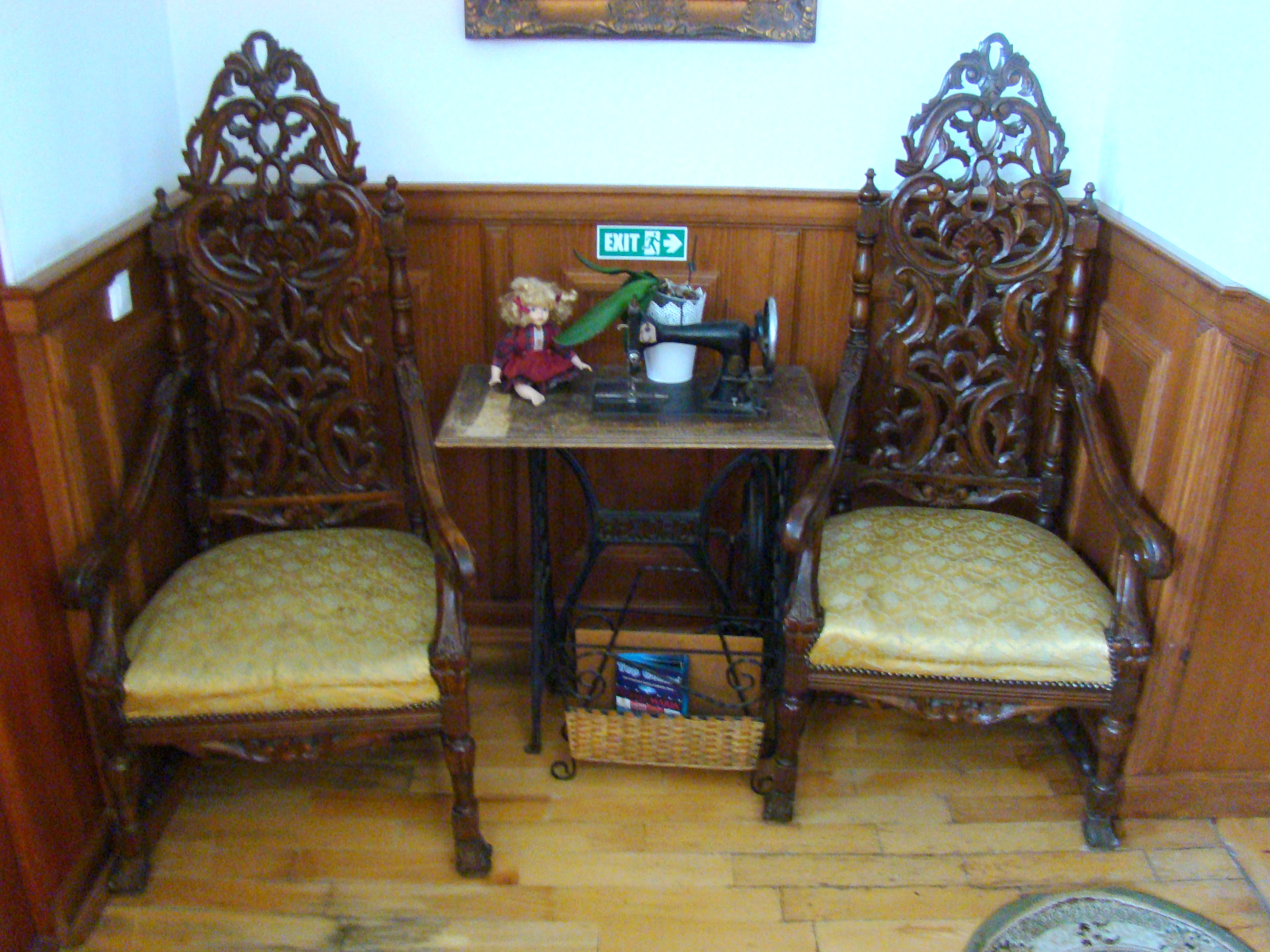
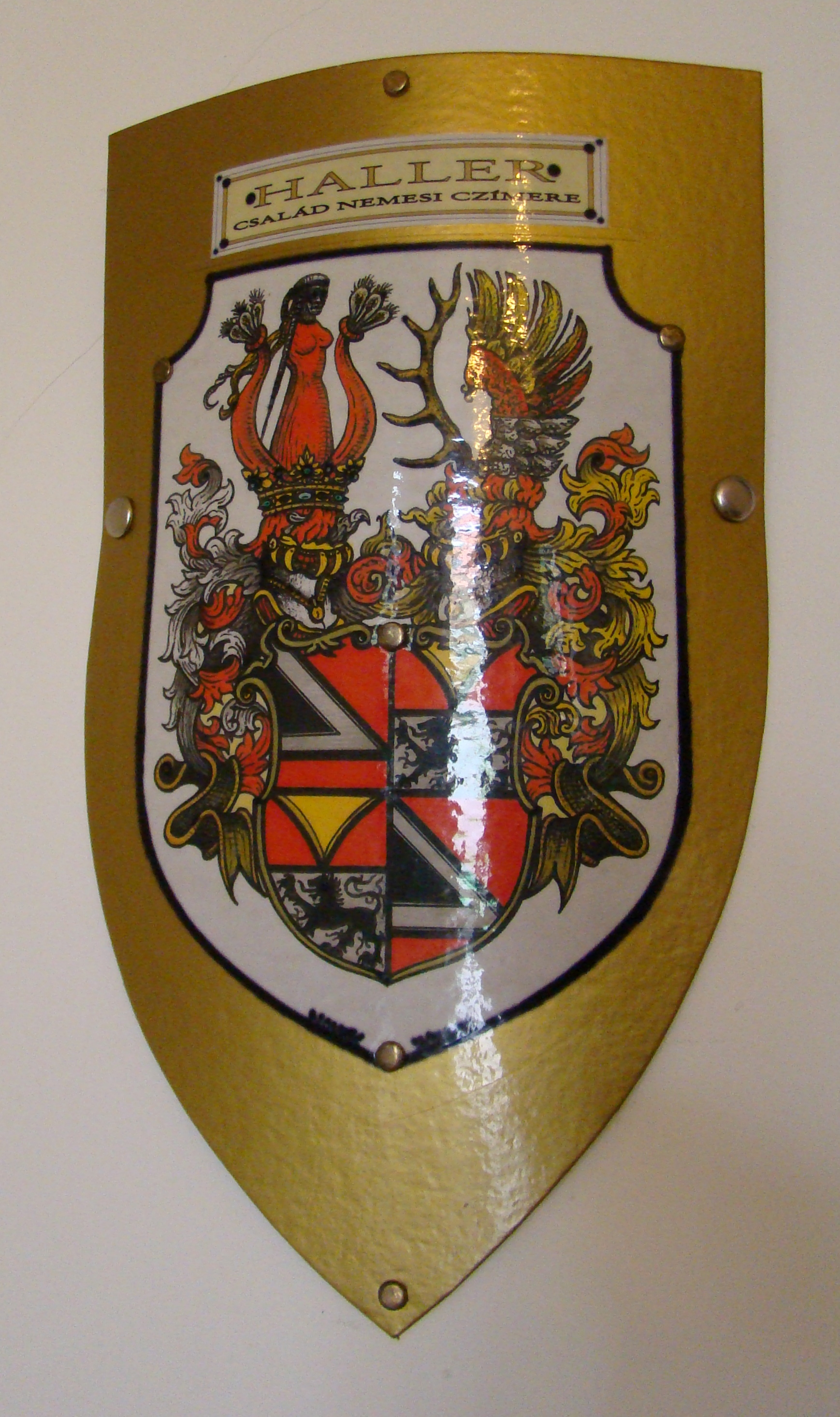
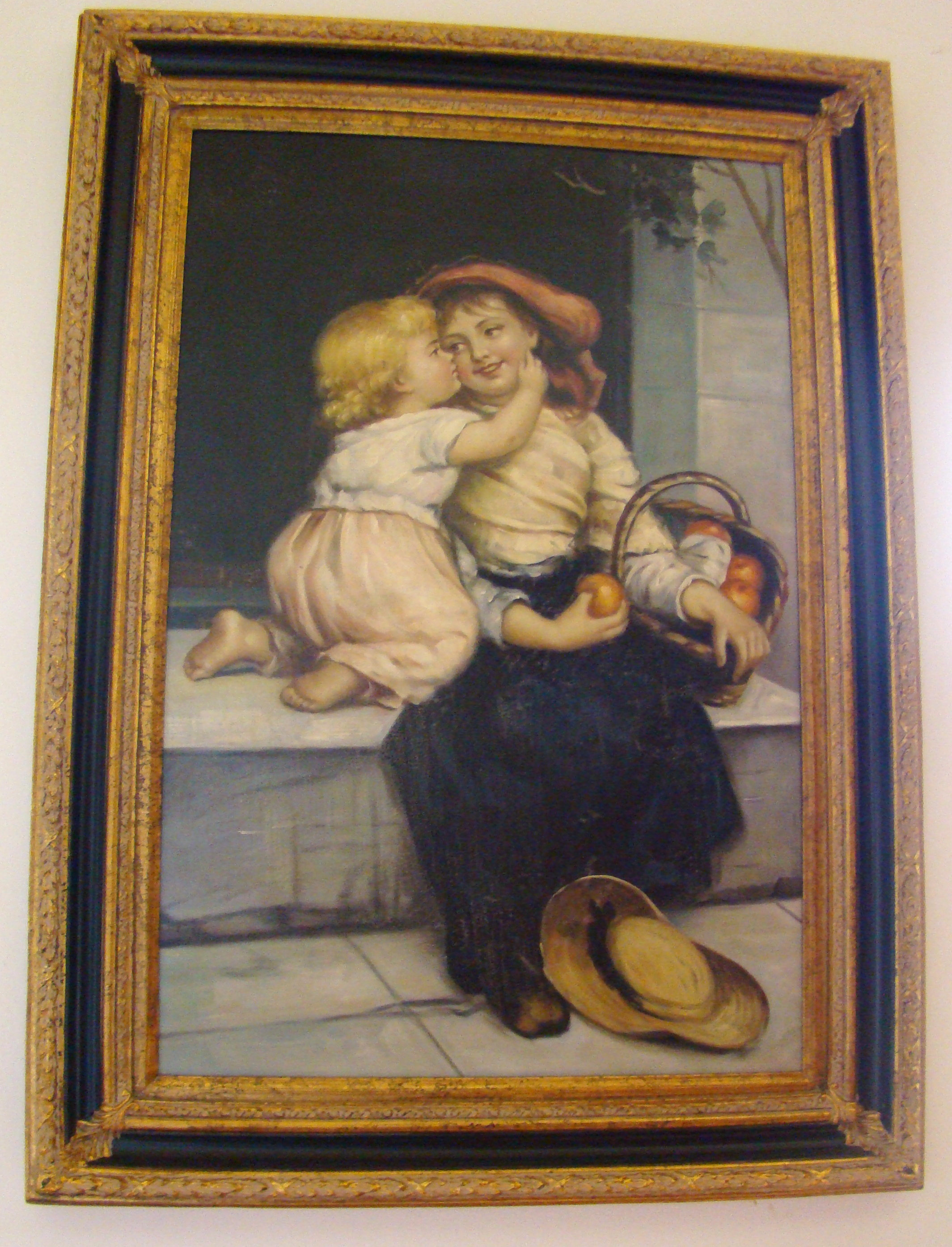
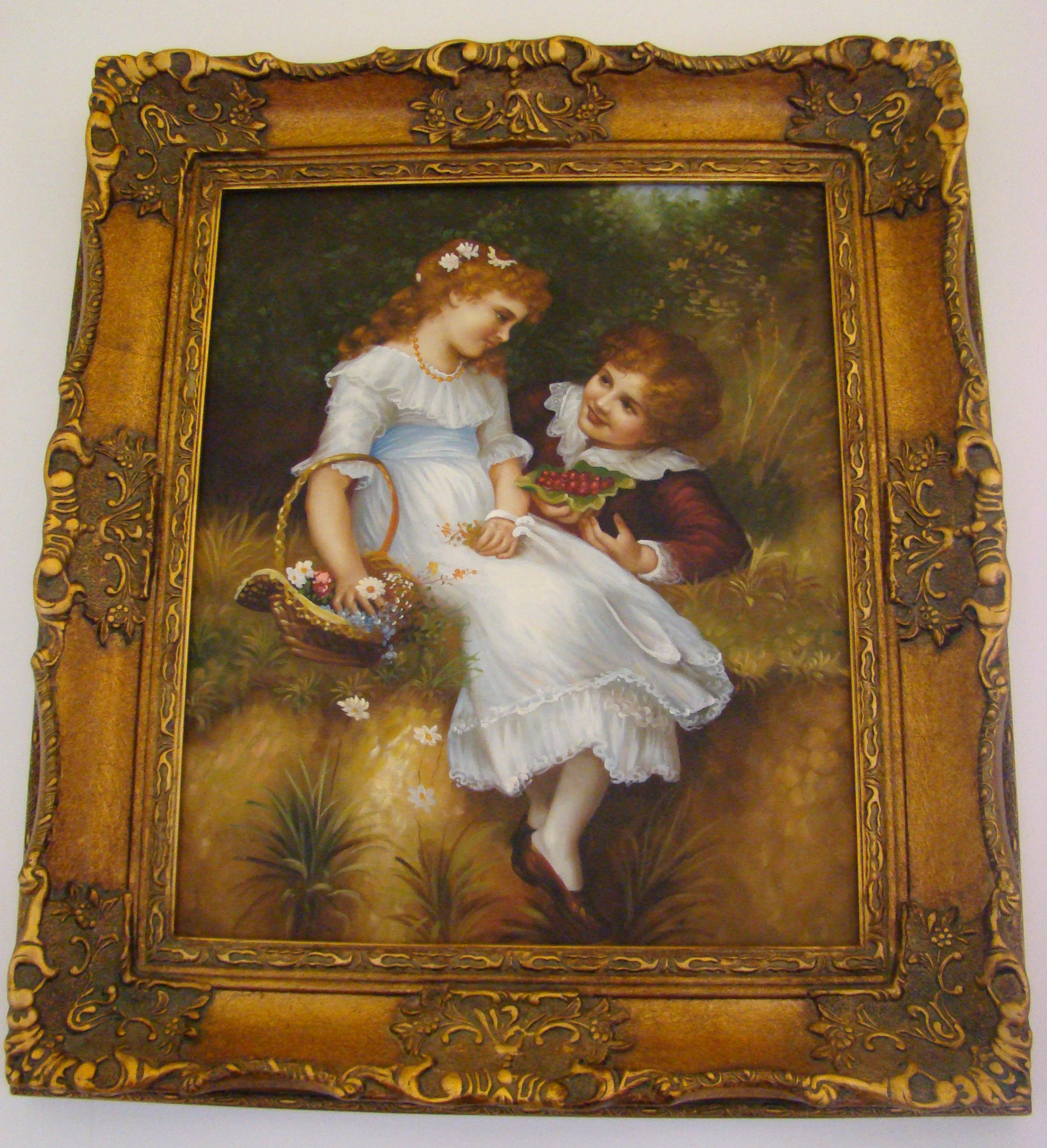
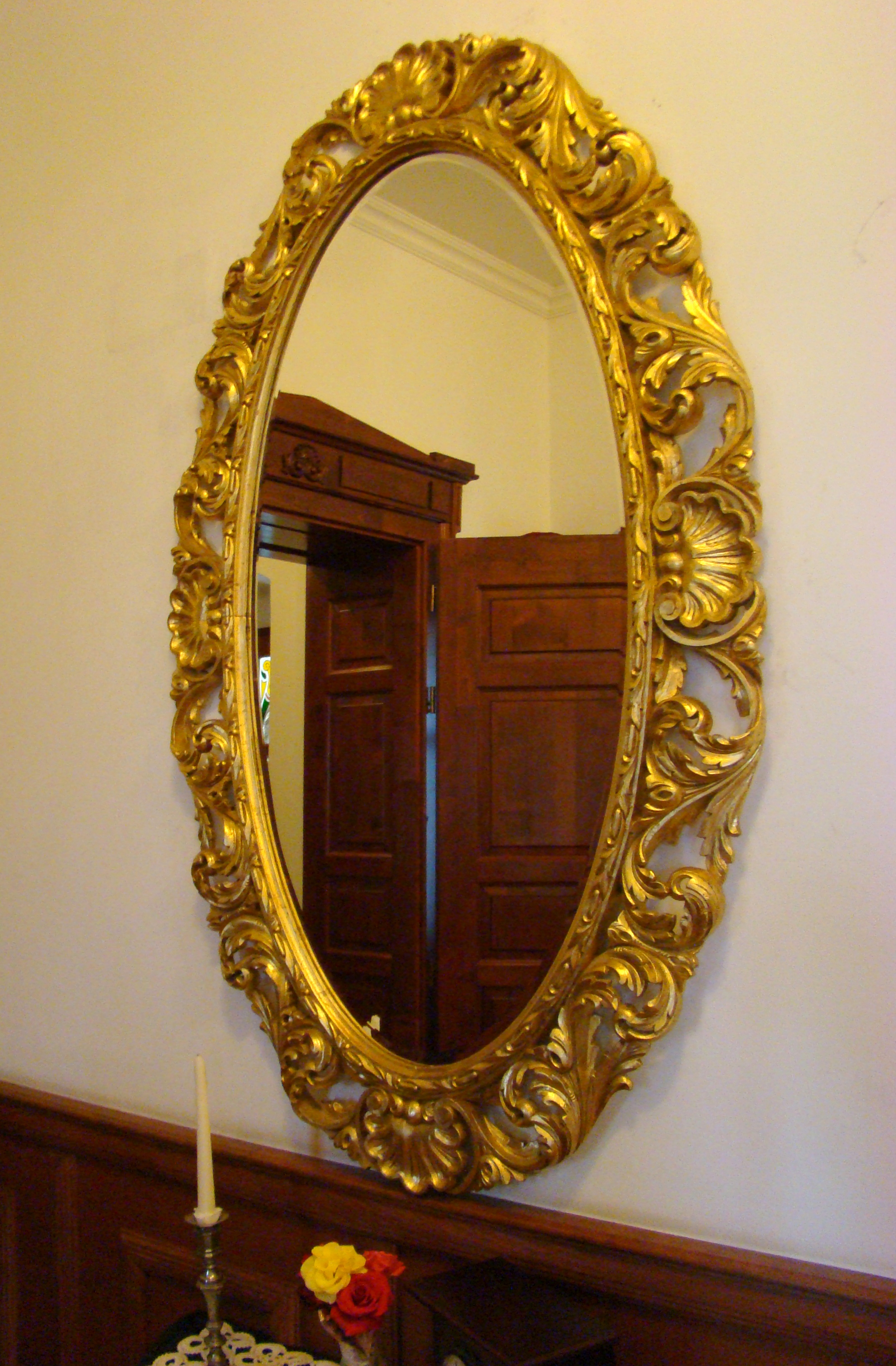
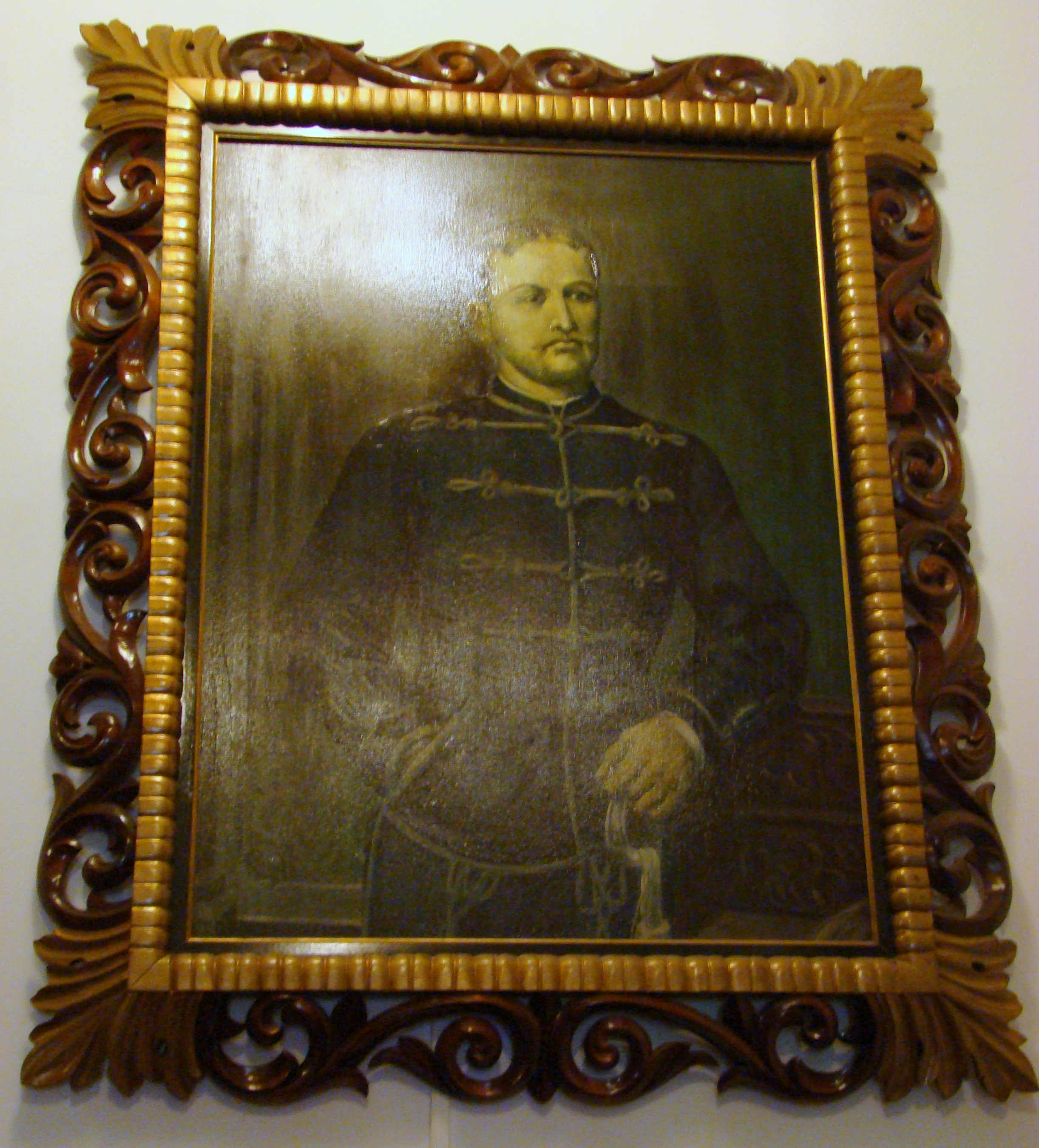
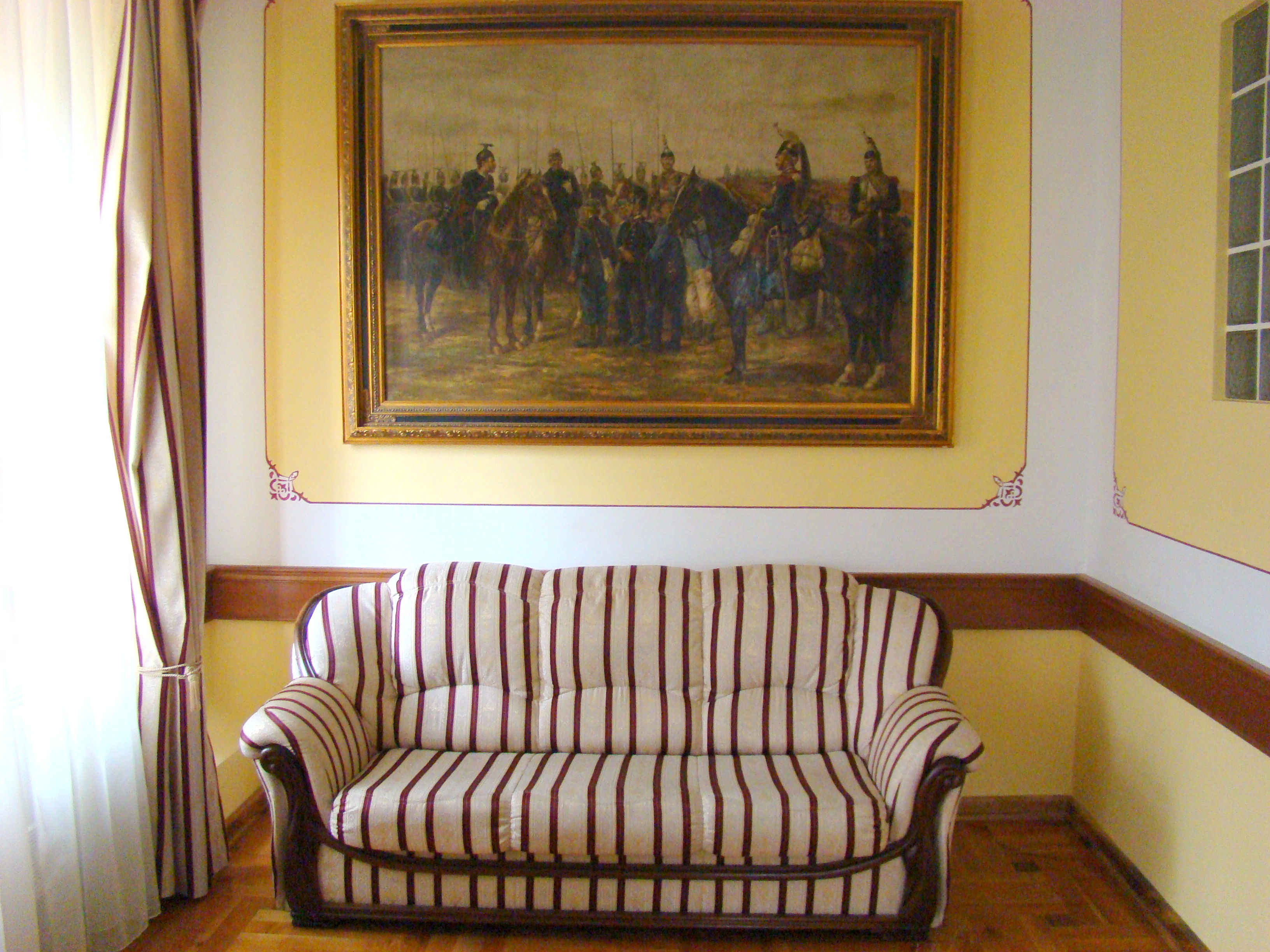
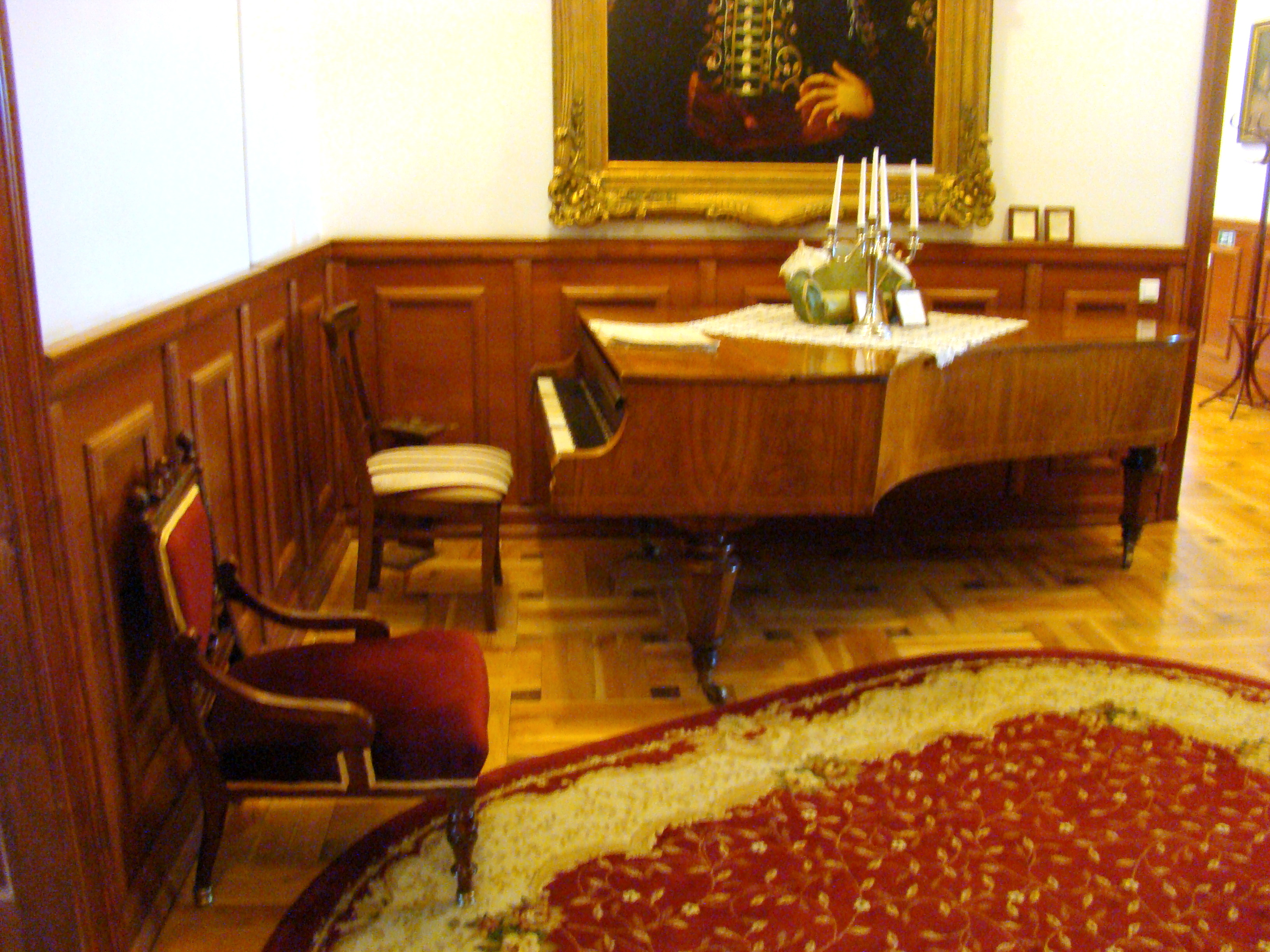
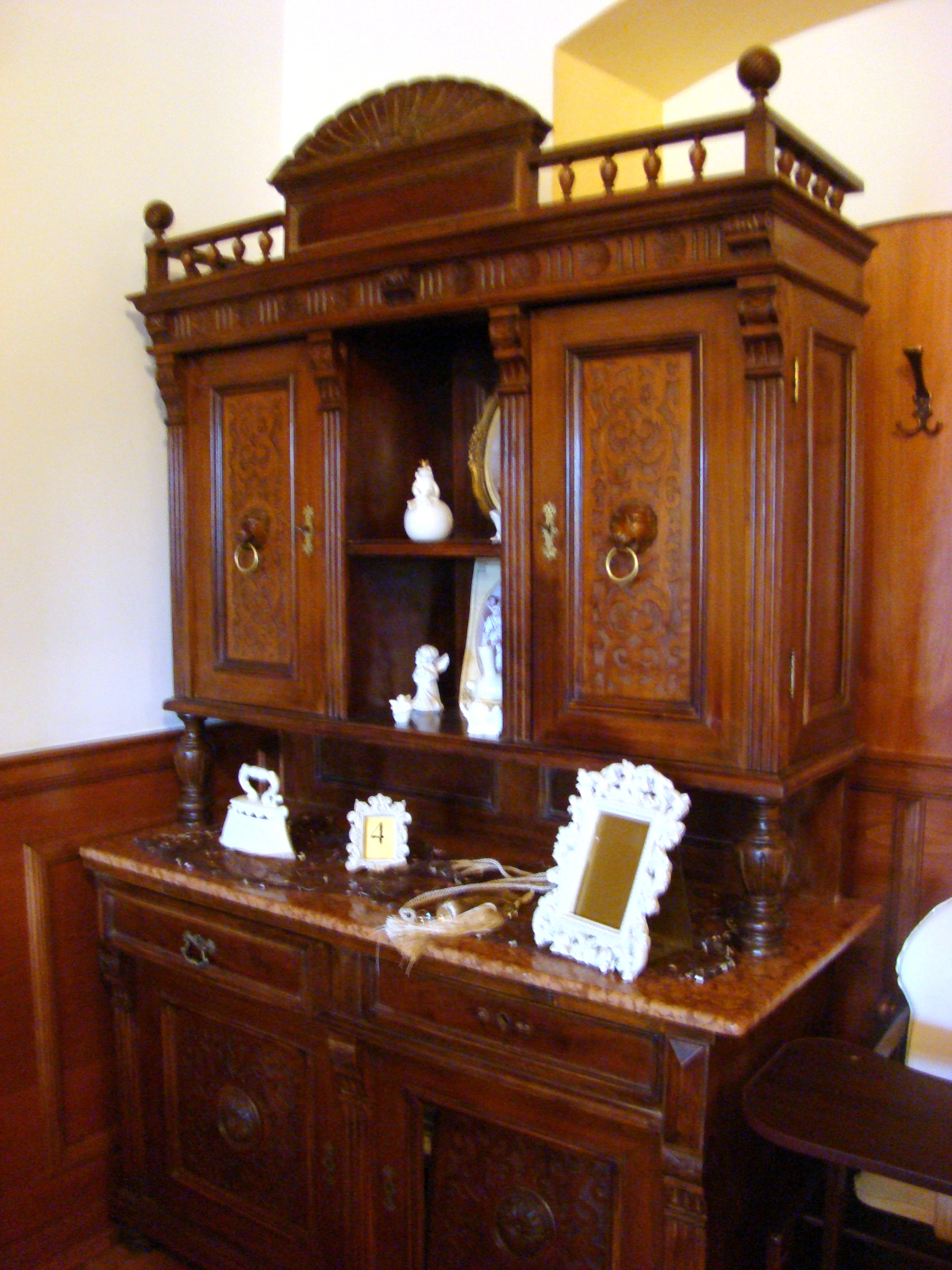

## Imagini din exterior

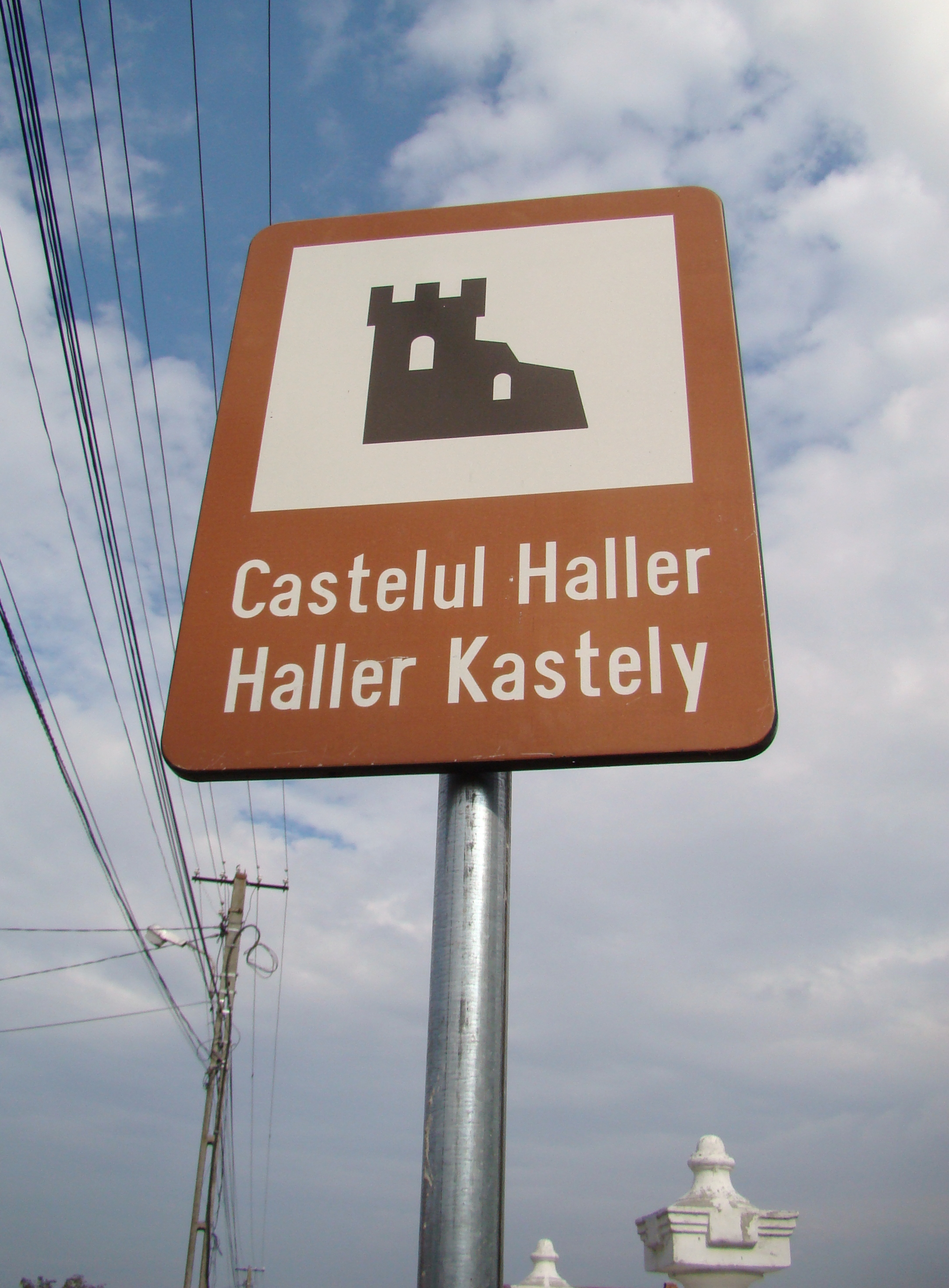
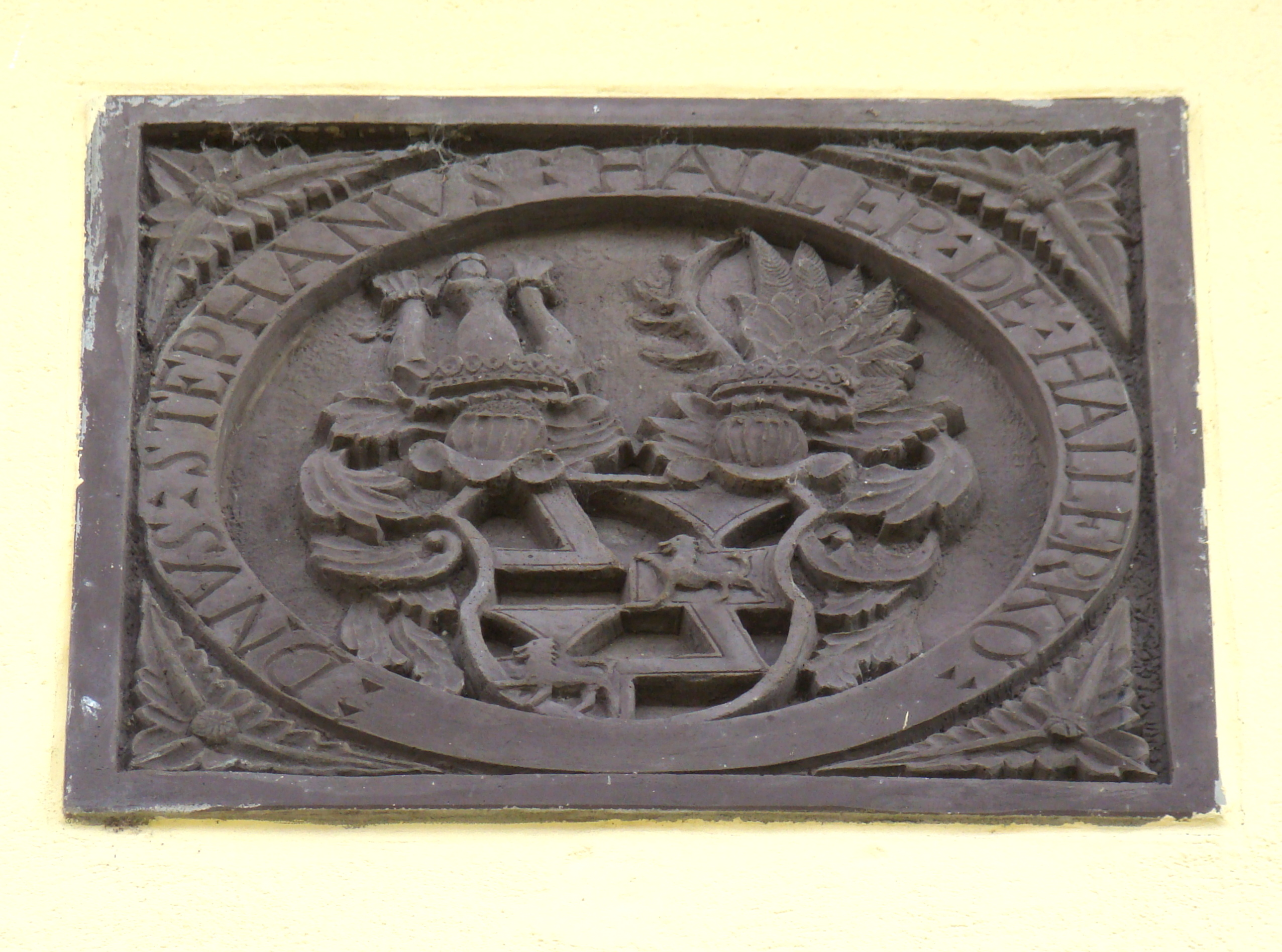
Blazonul familiei Haller
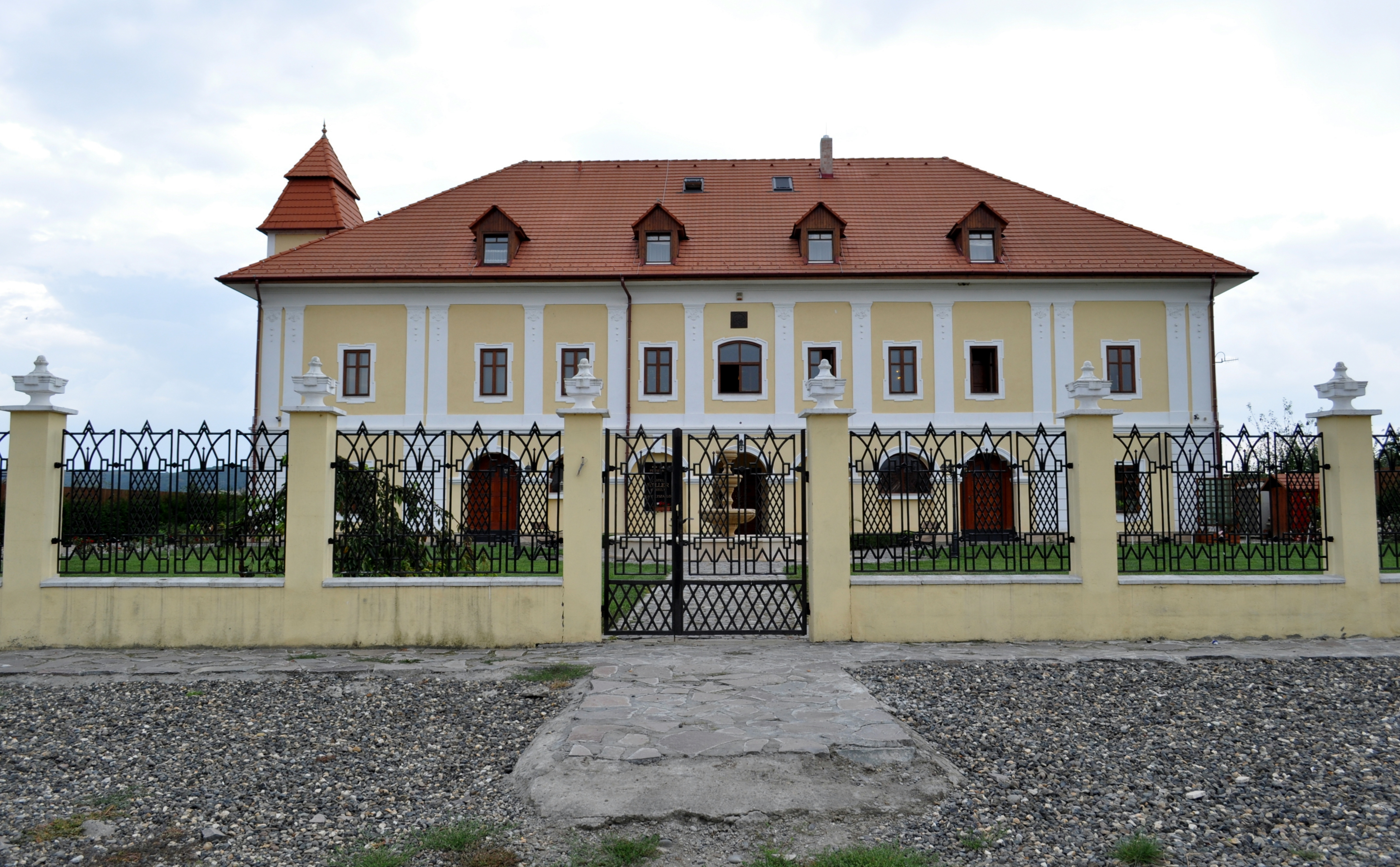
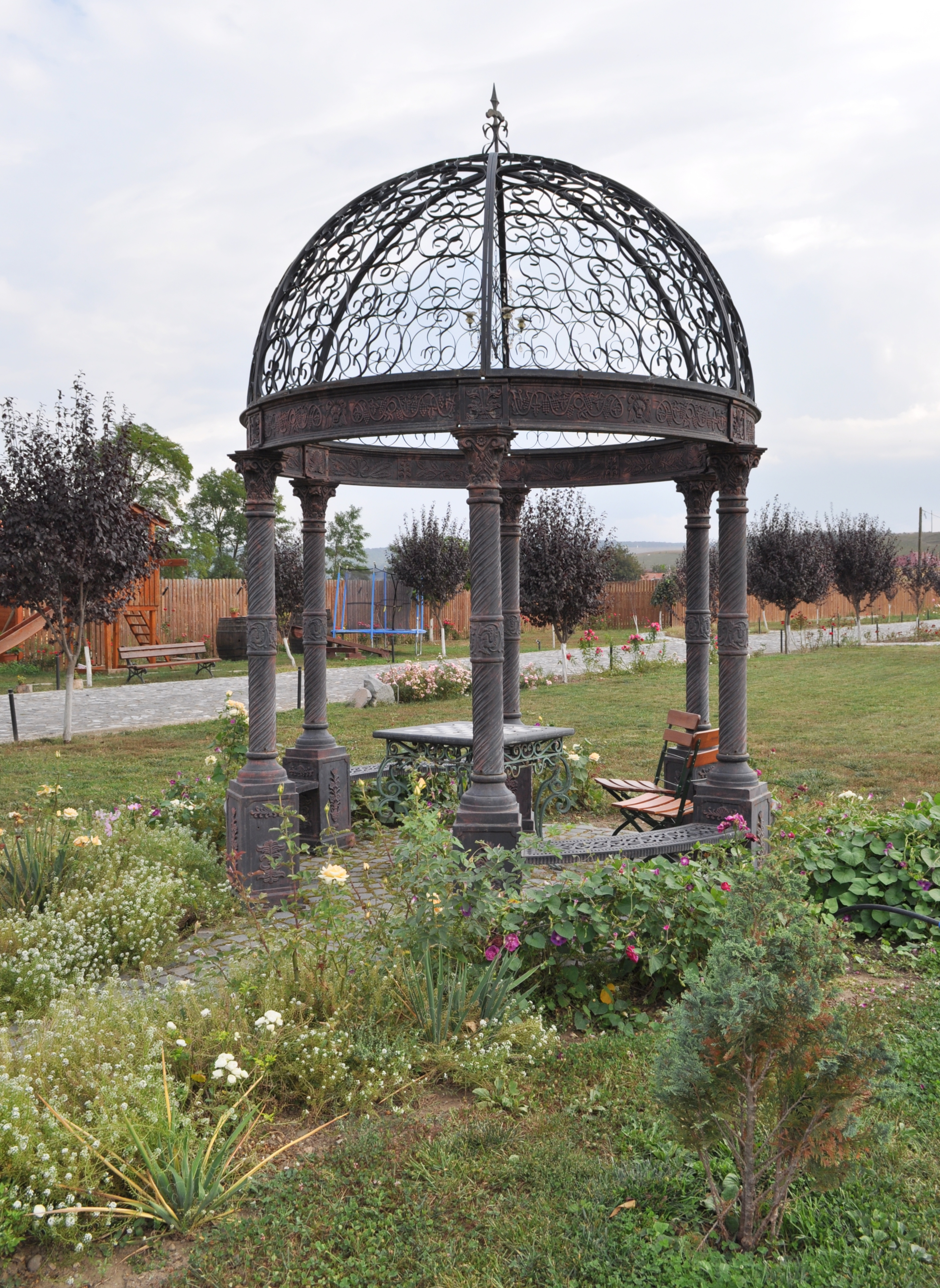
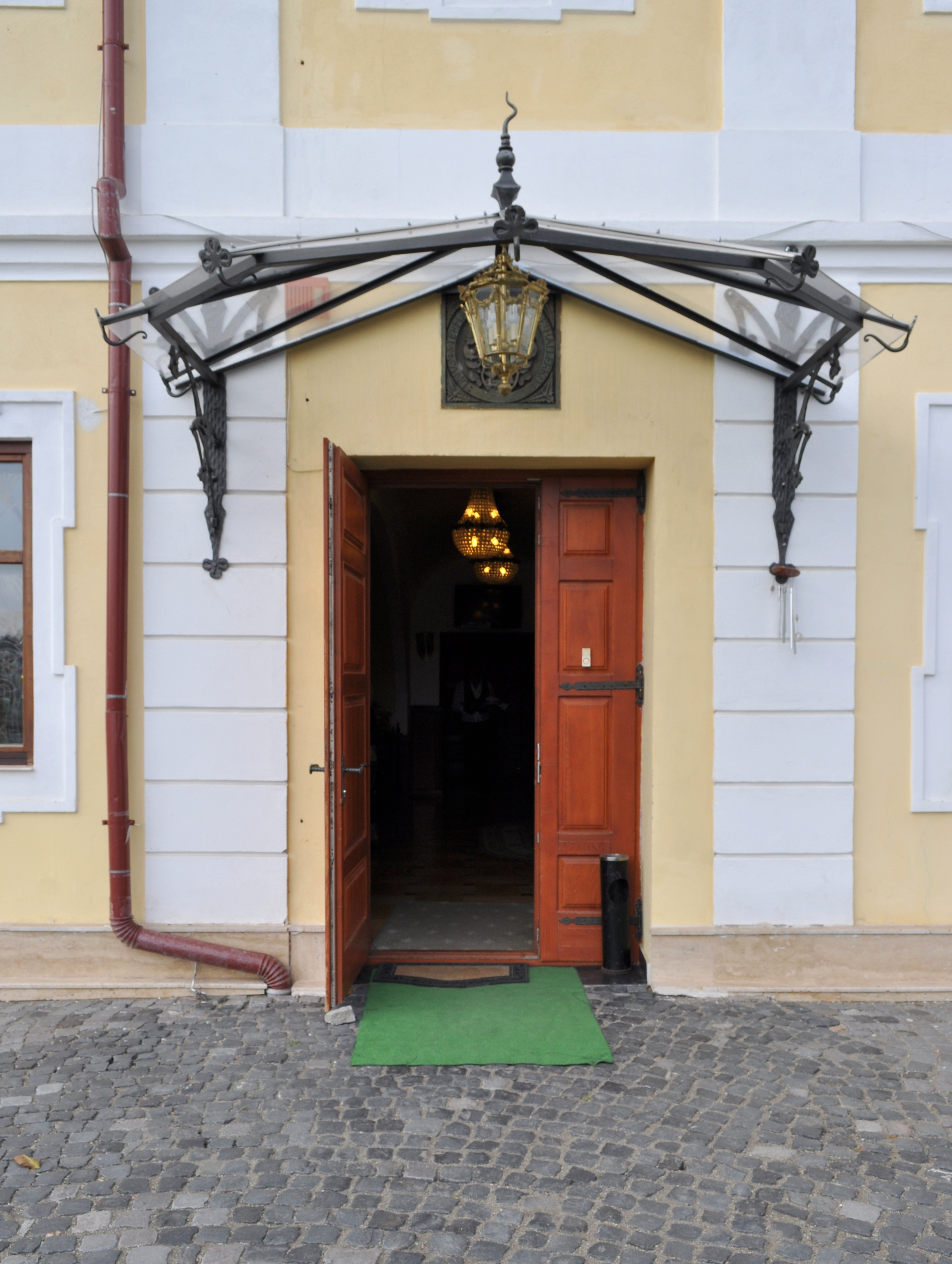
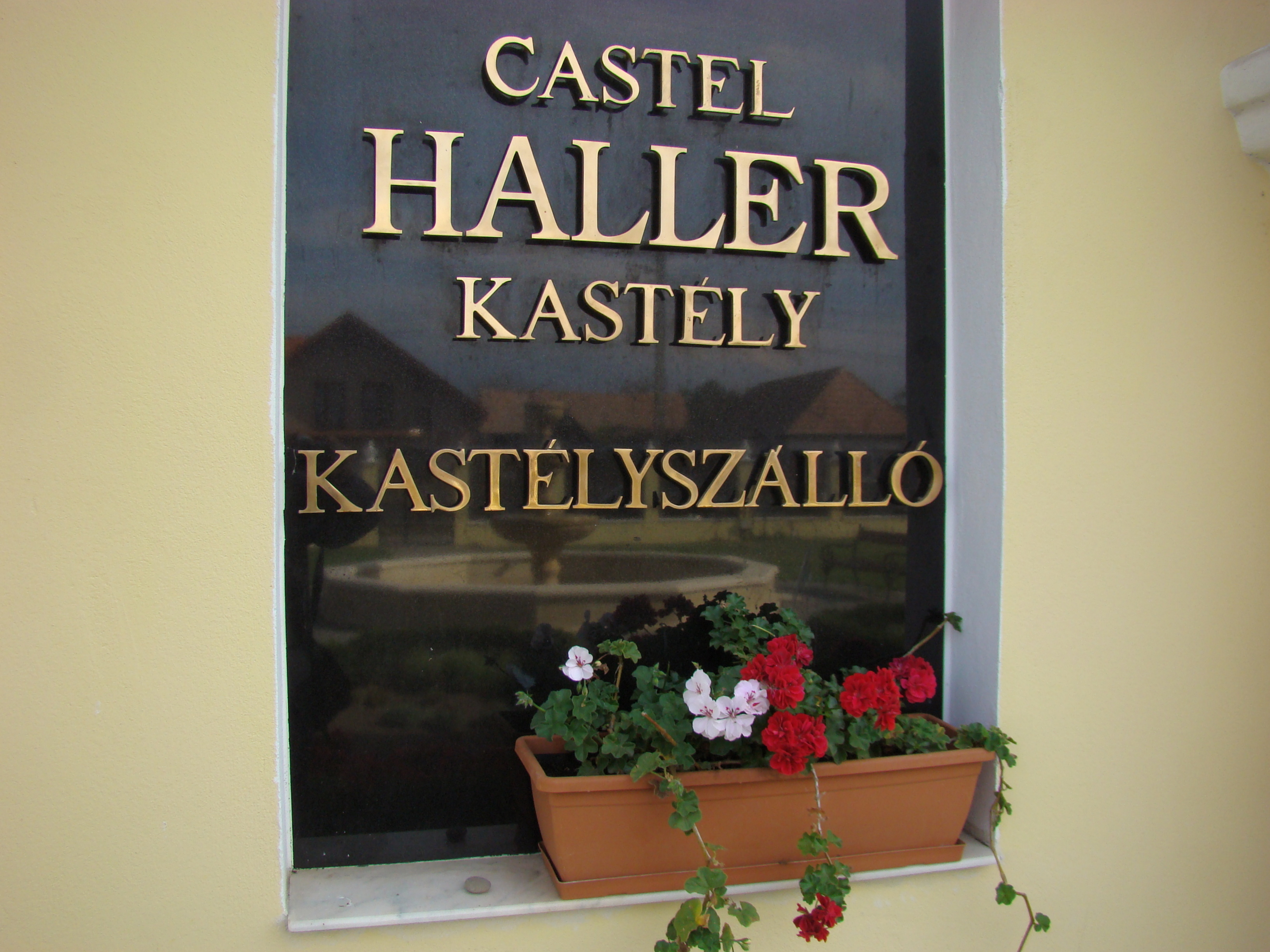
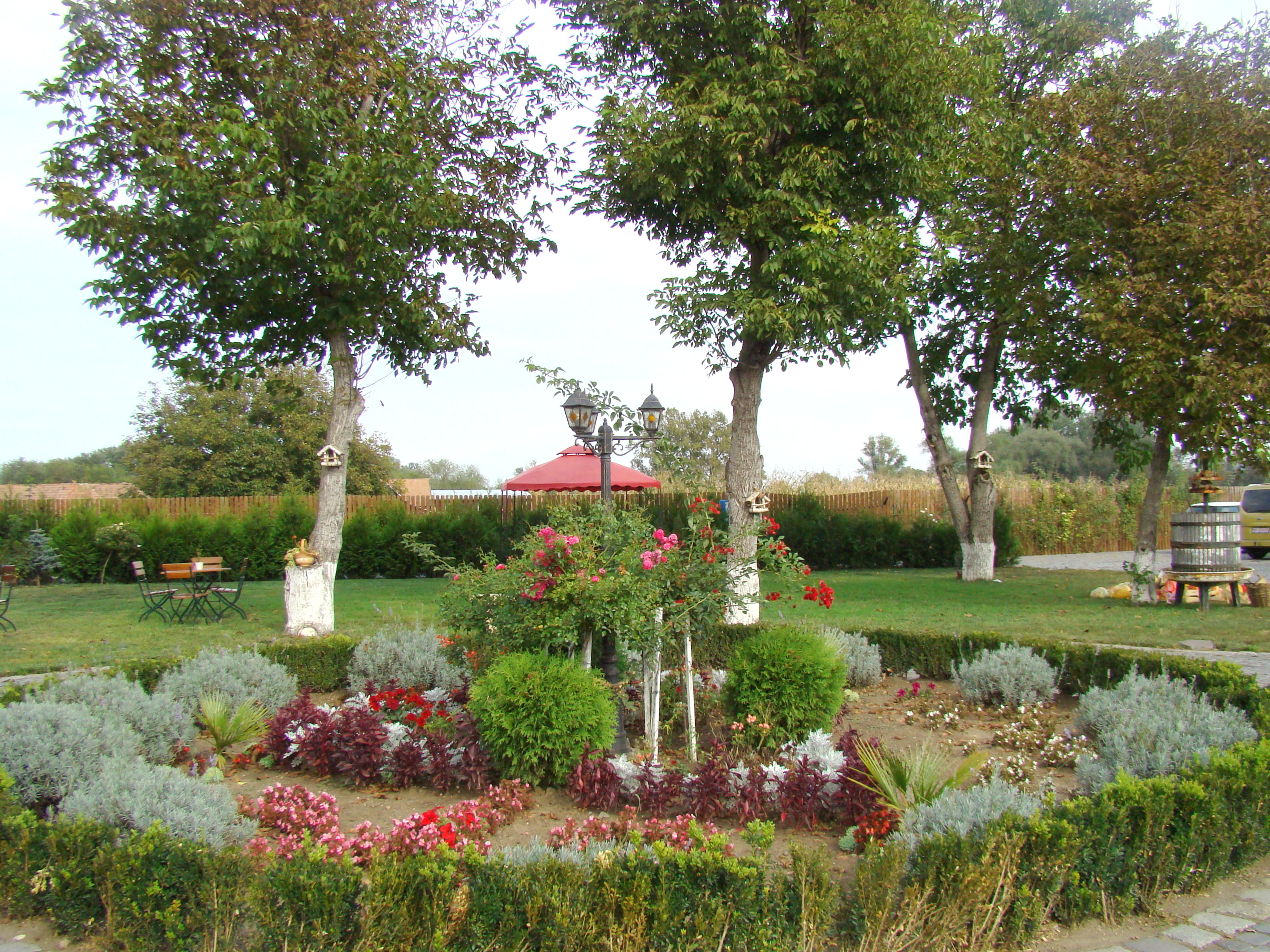
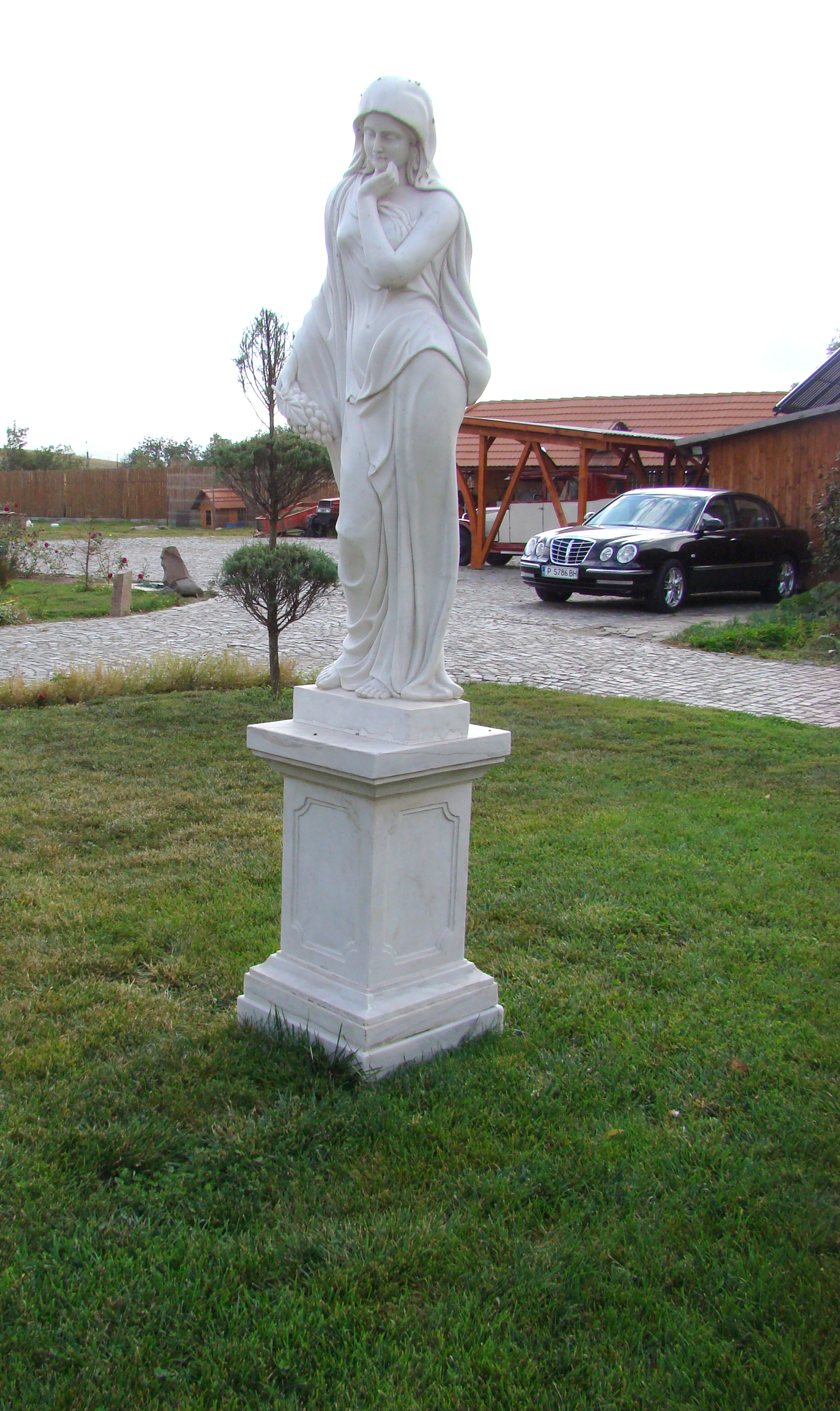
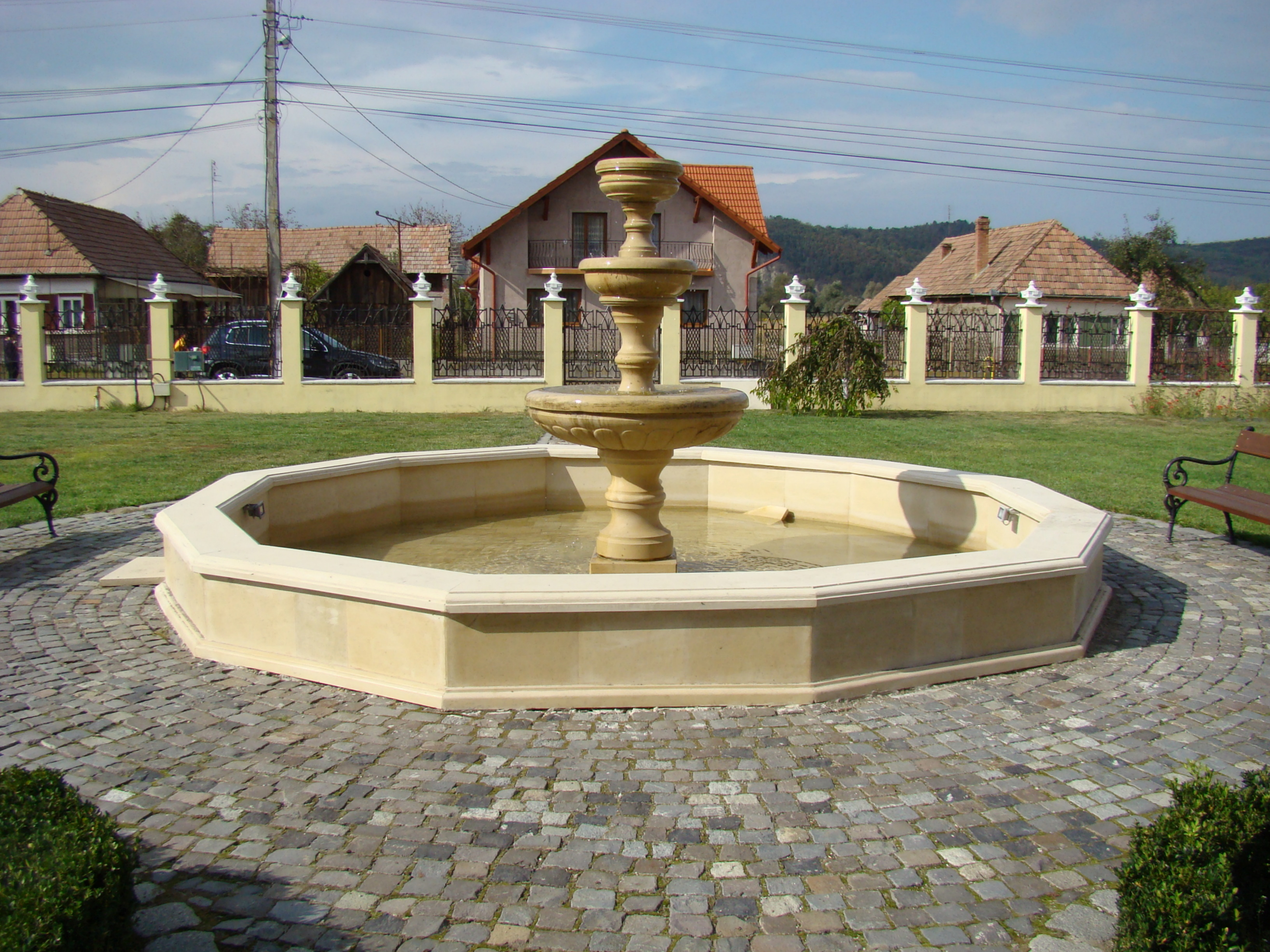
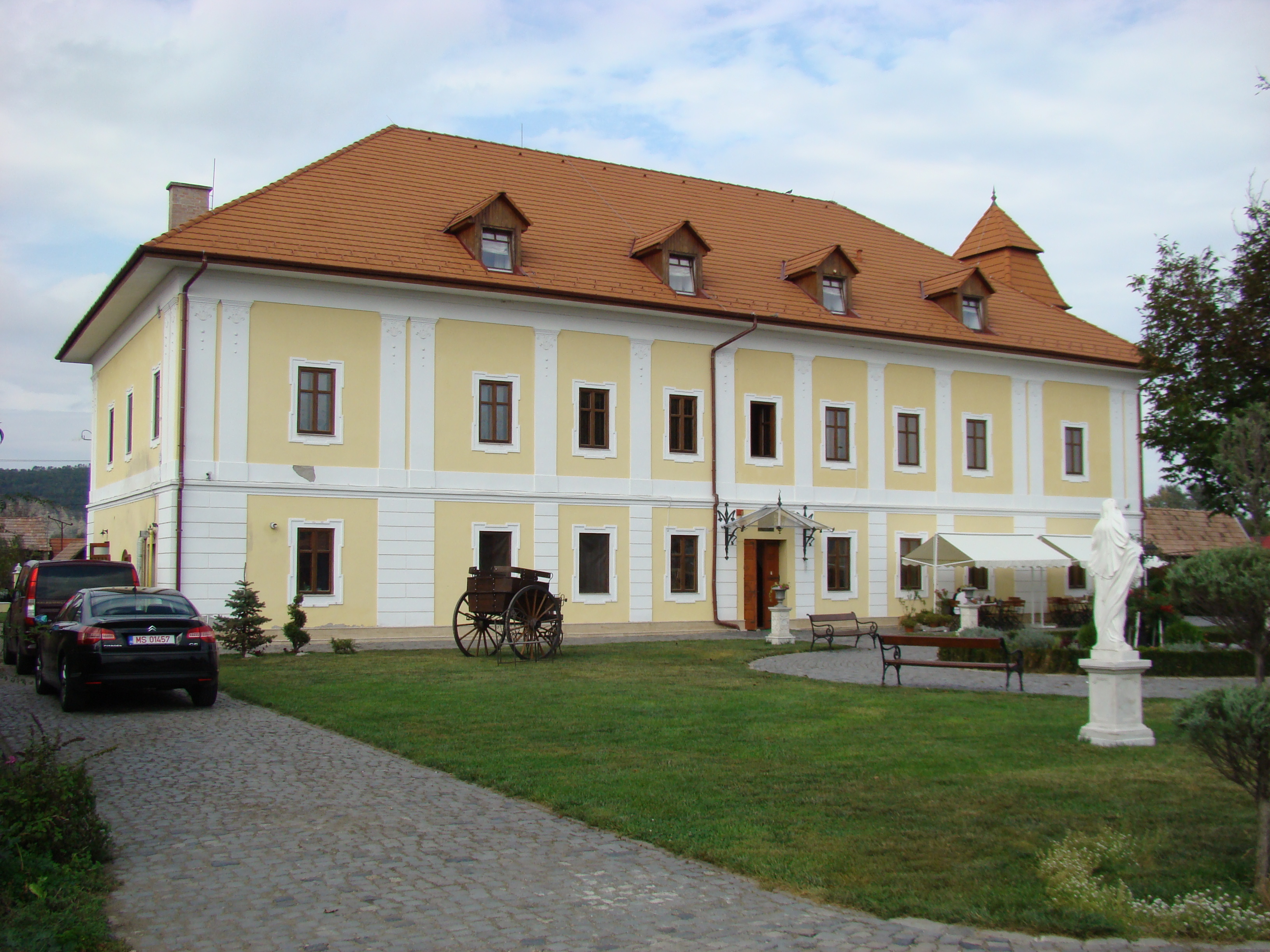
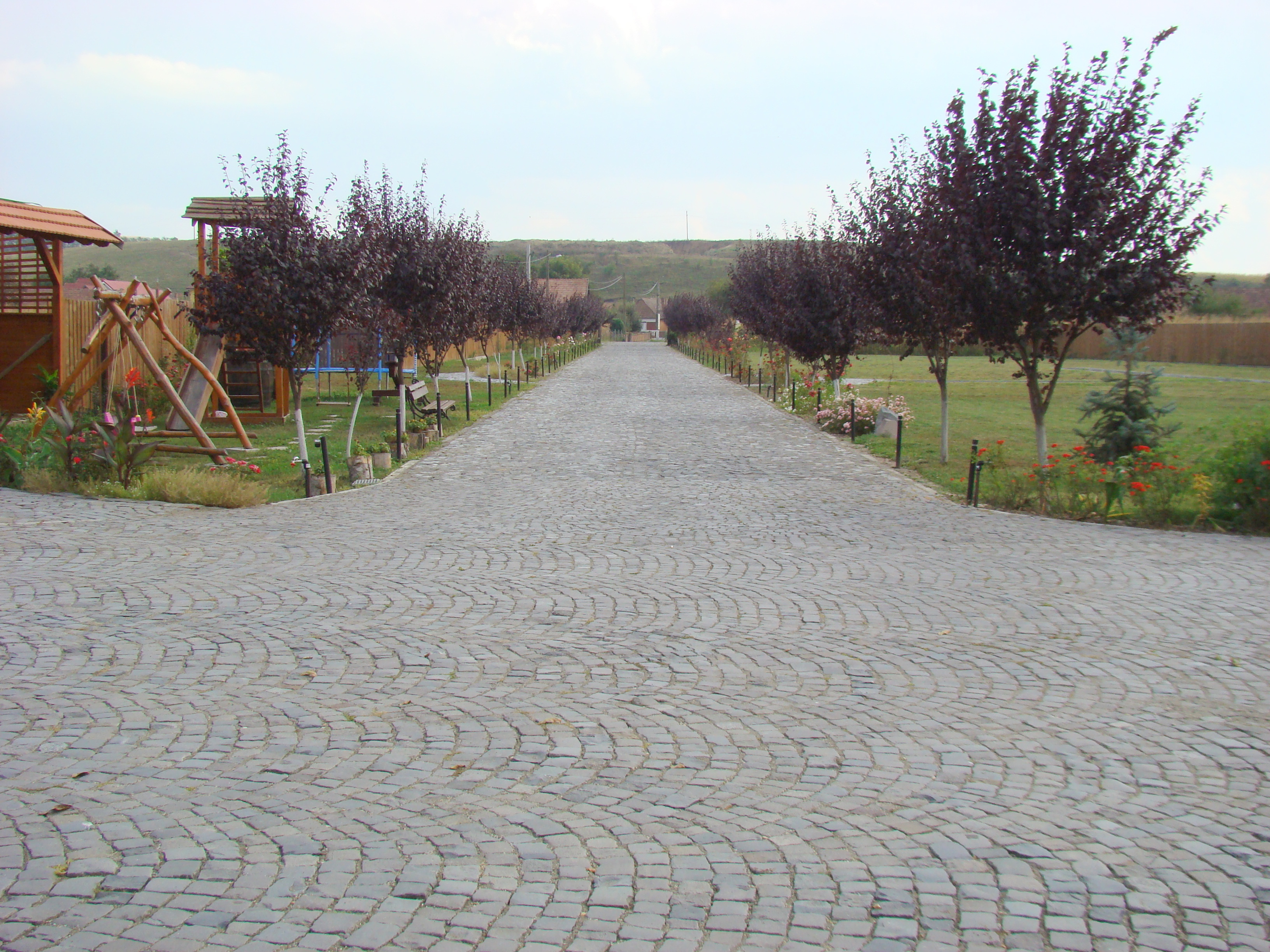
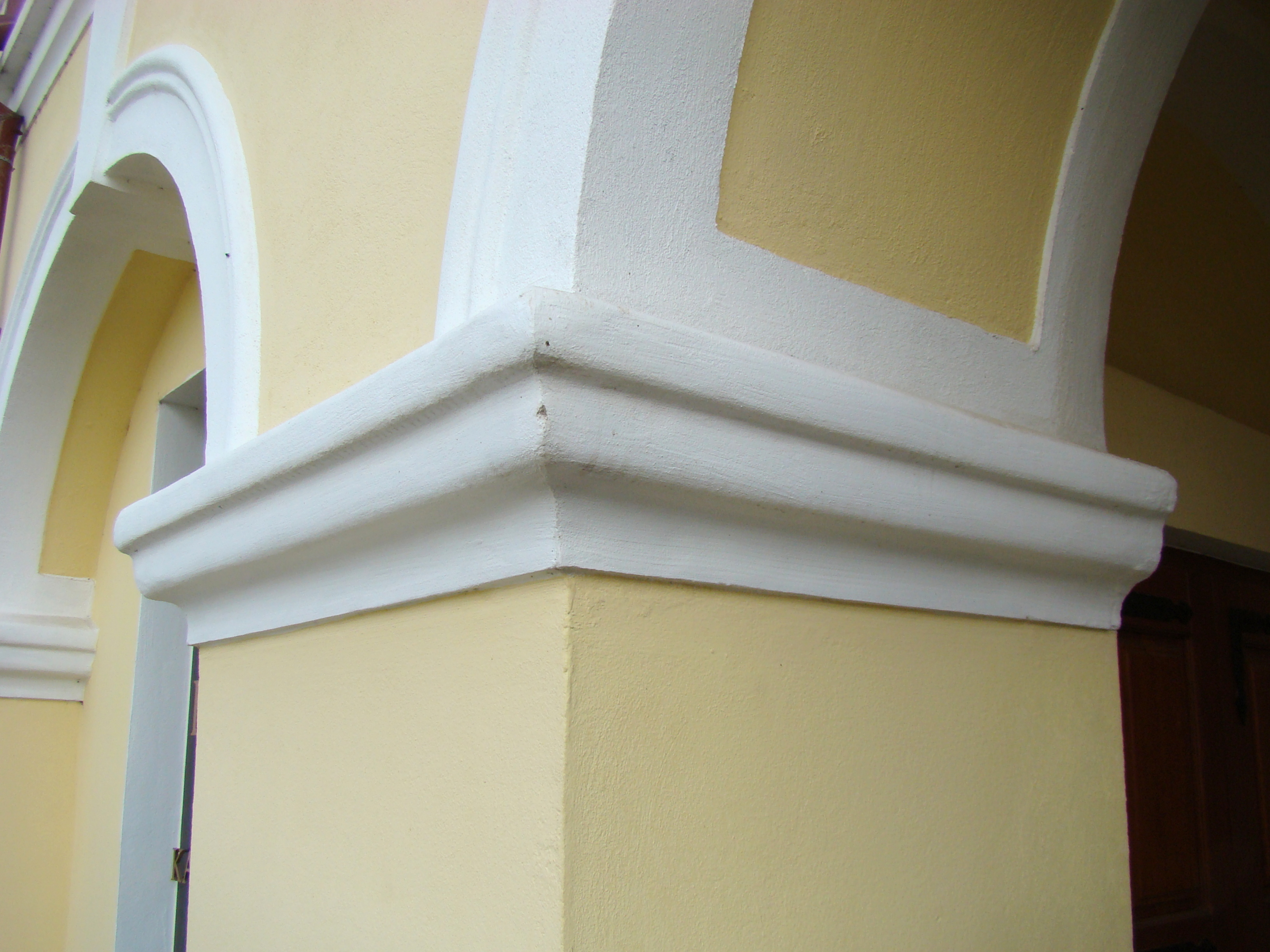
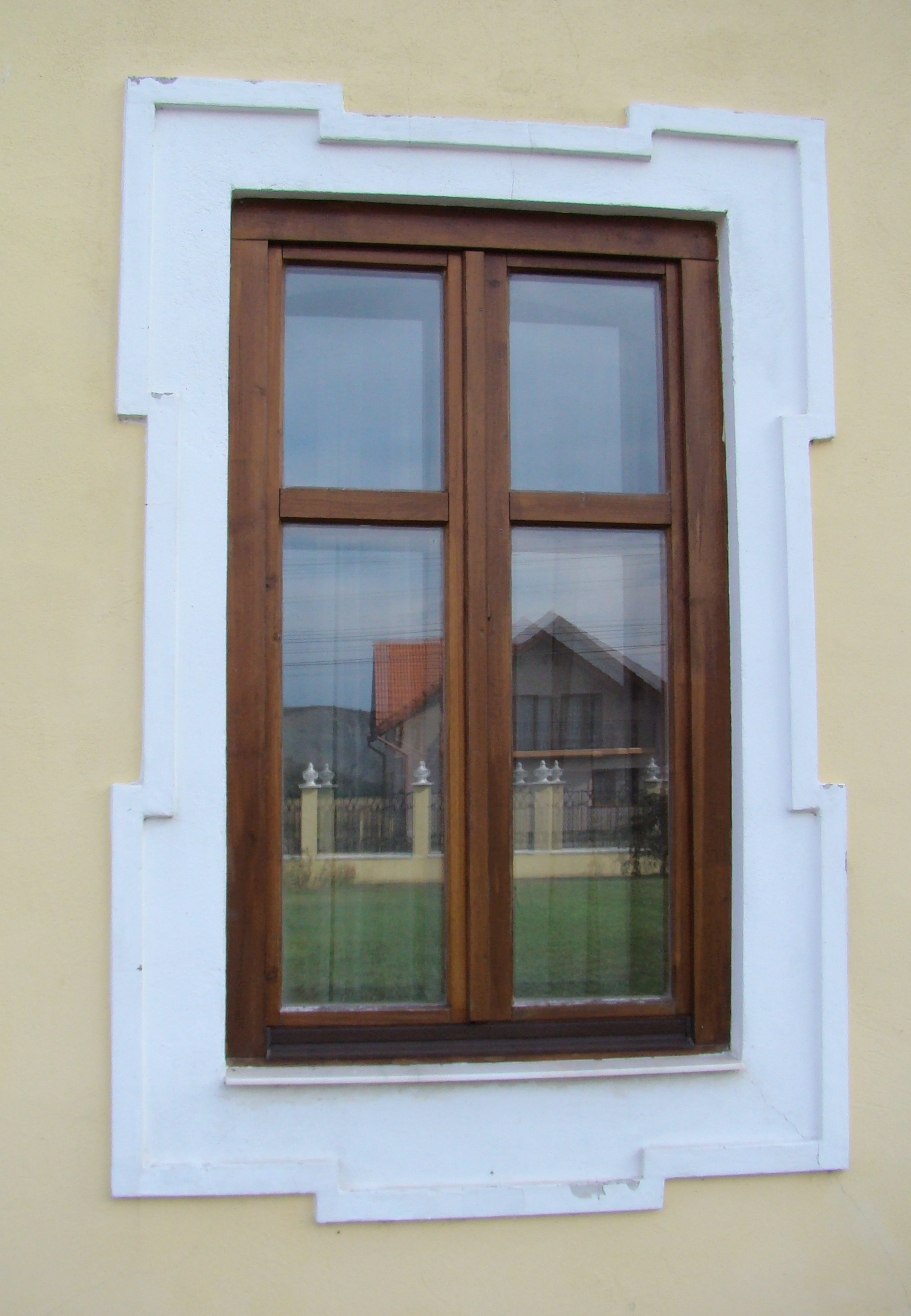
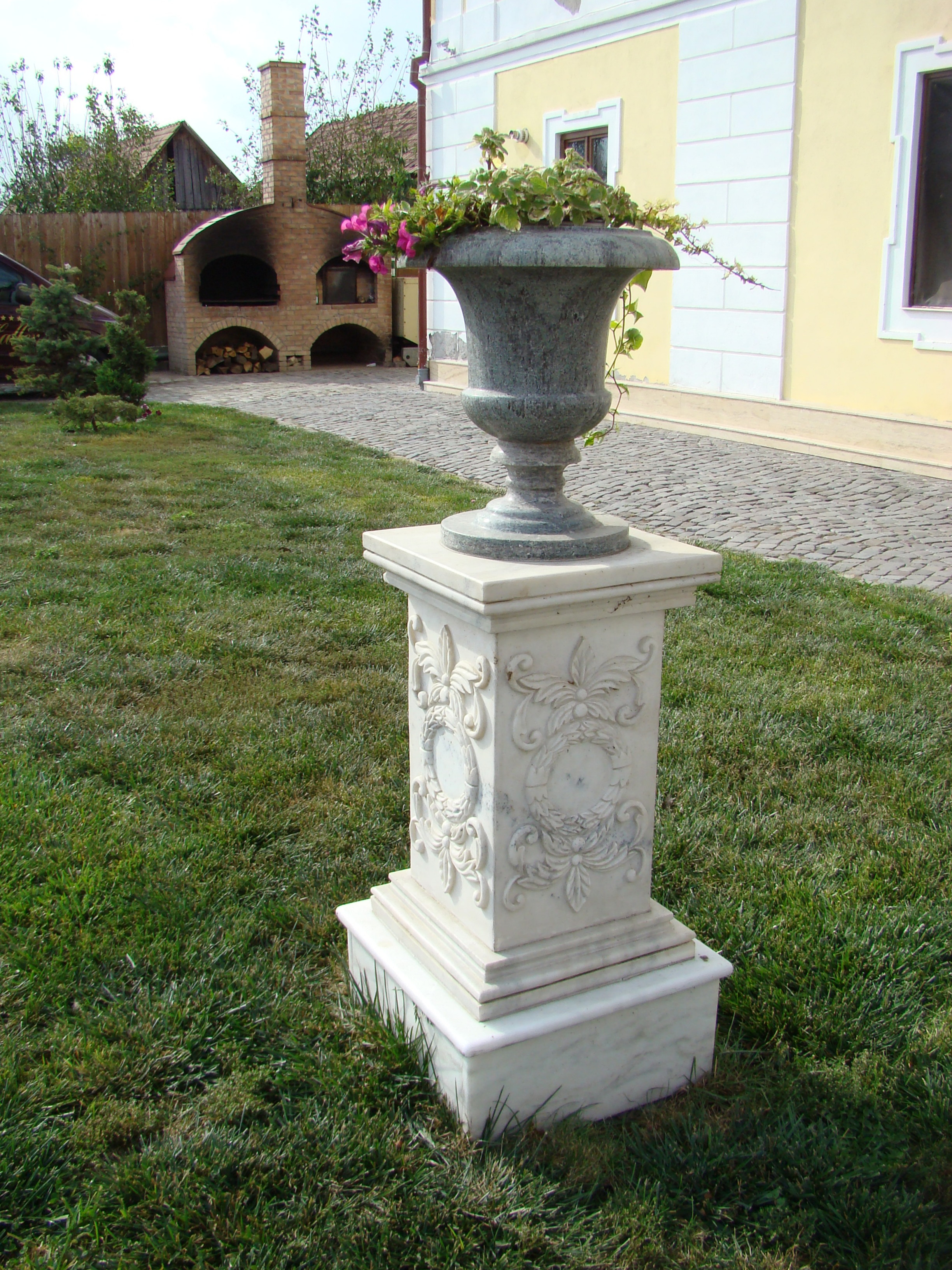
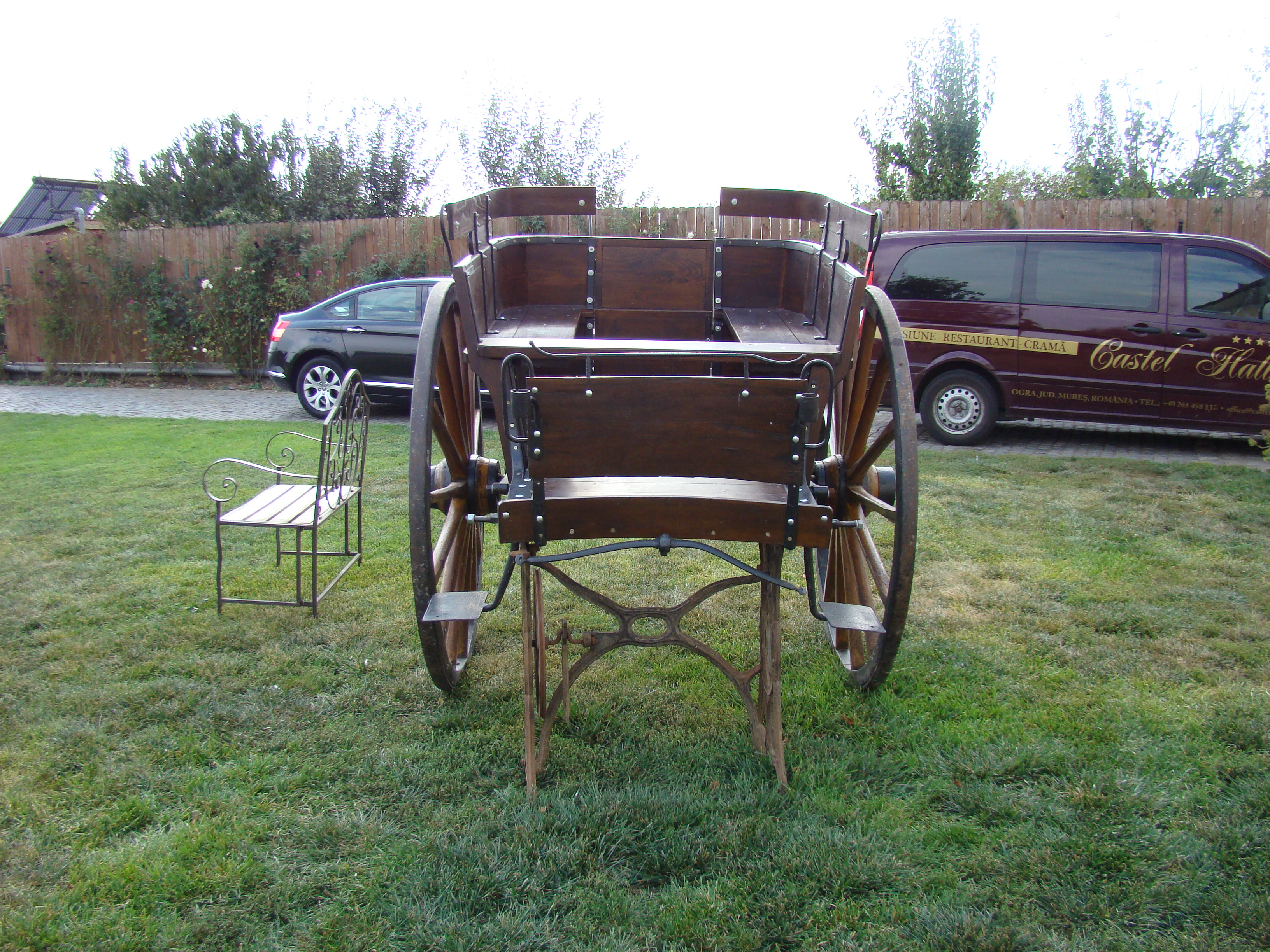
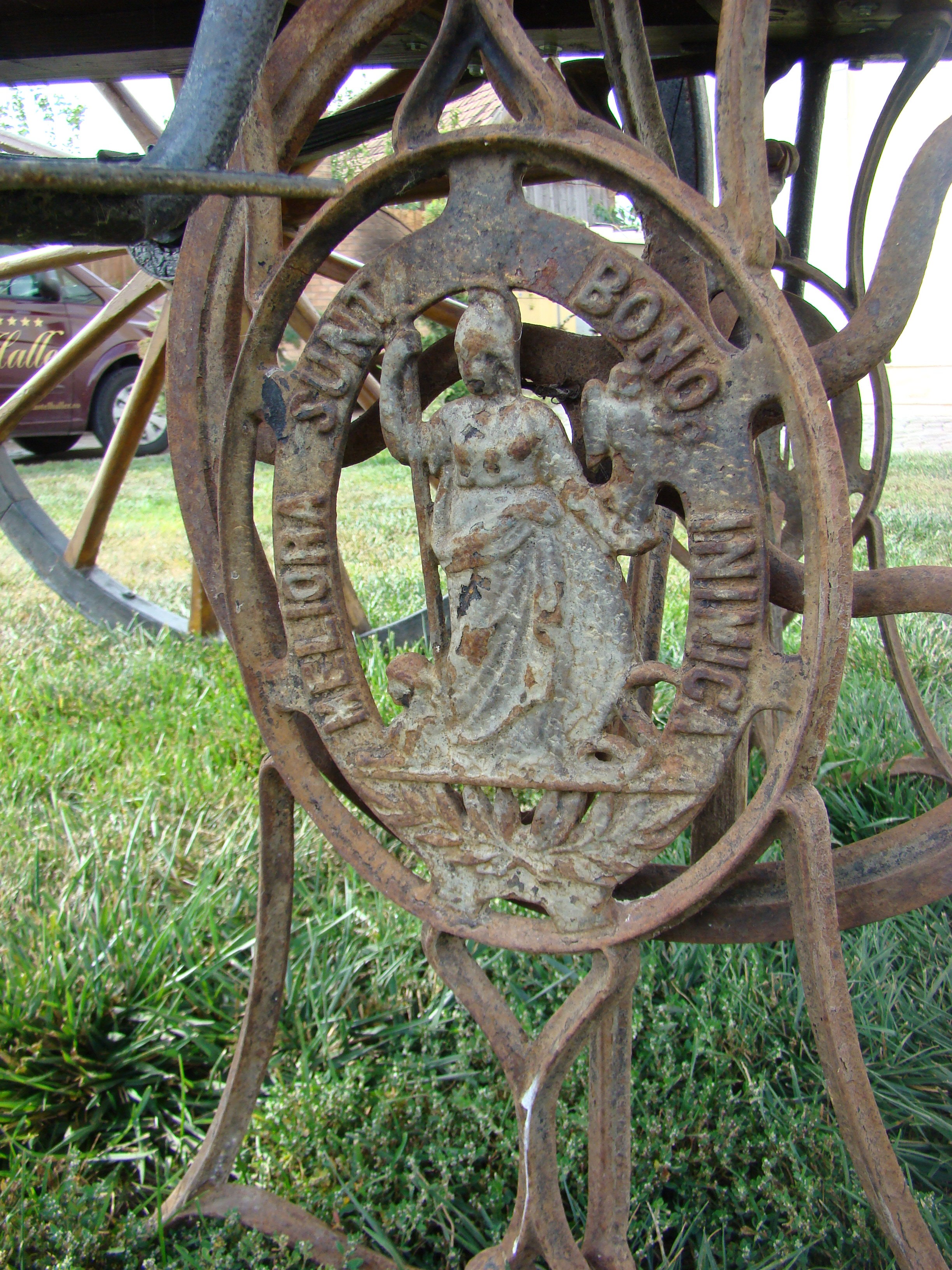
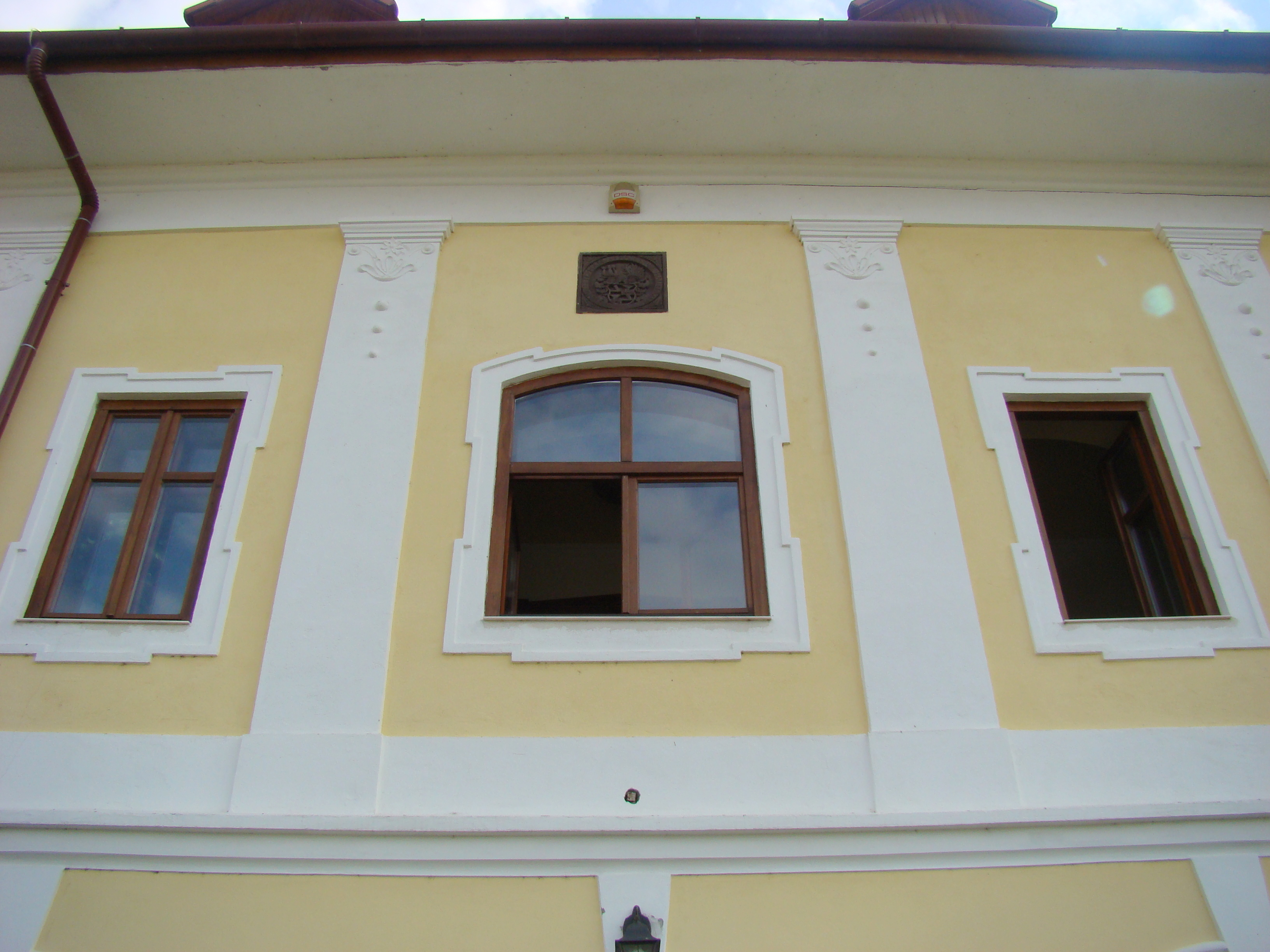
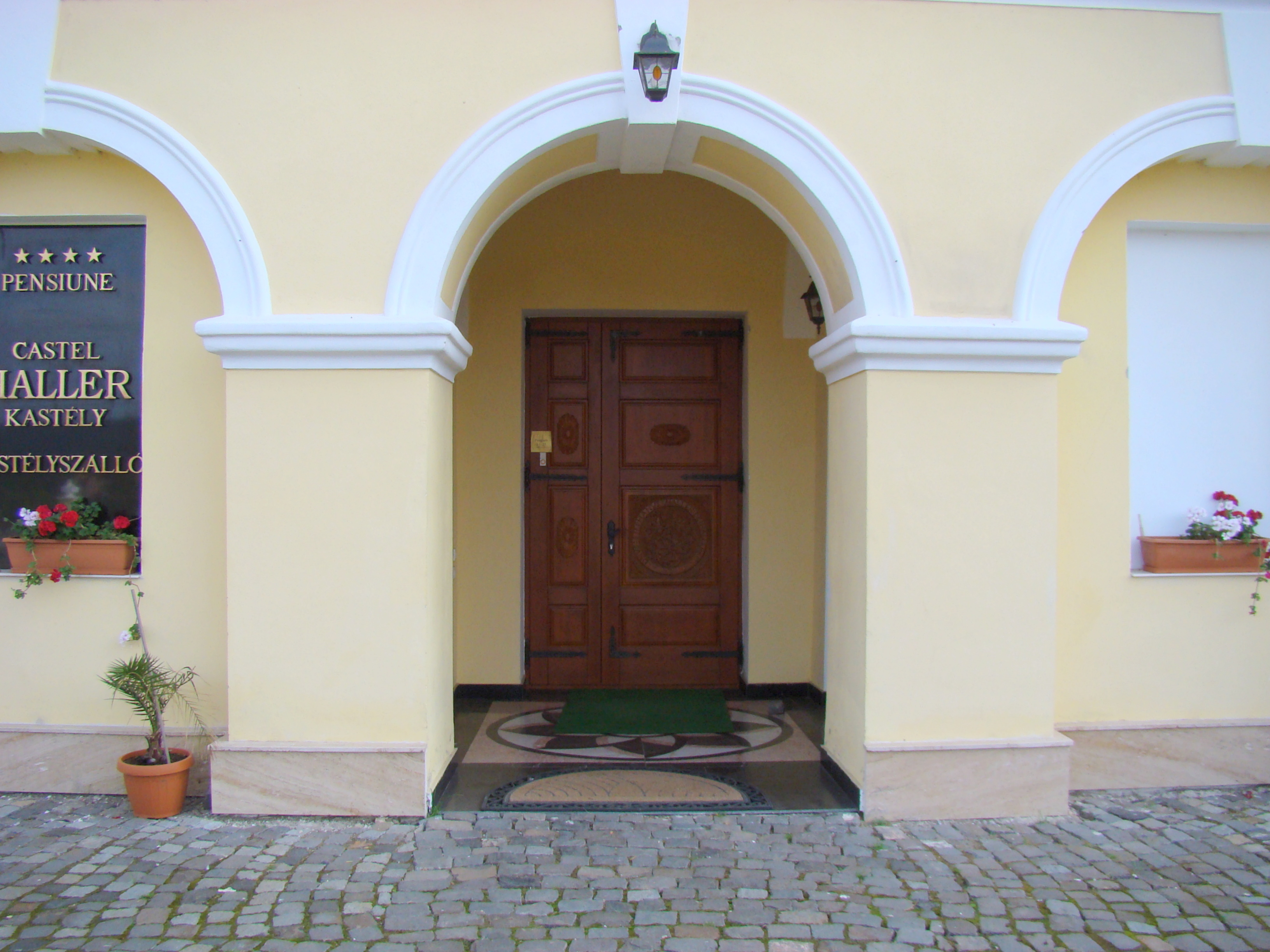
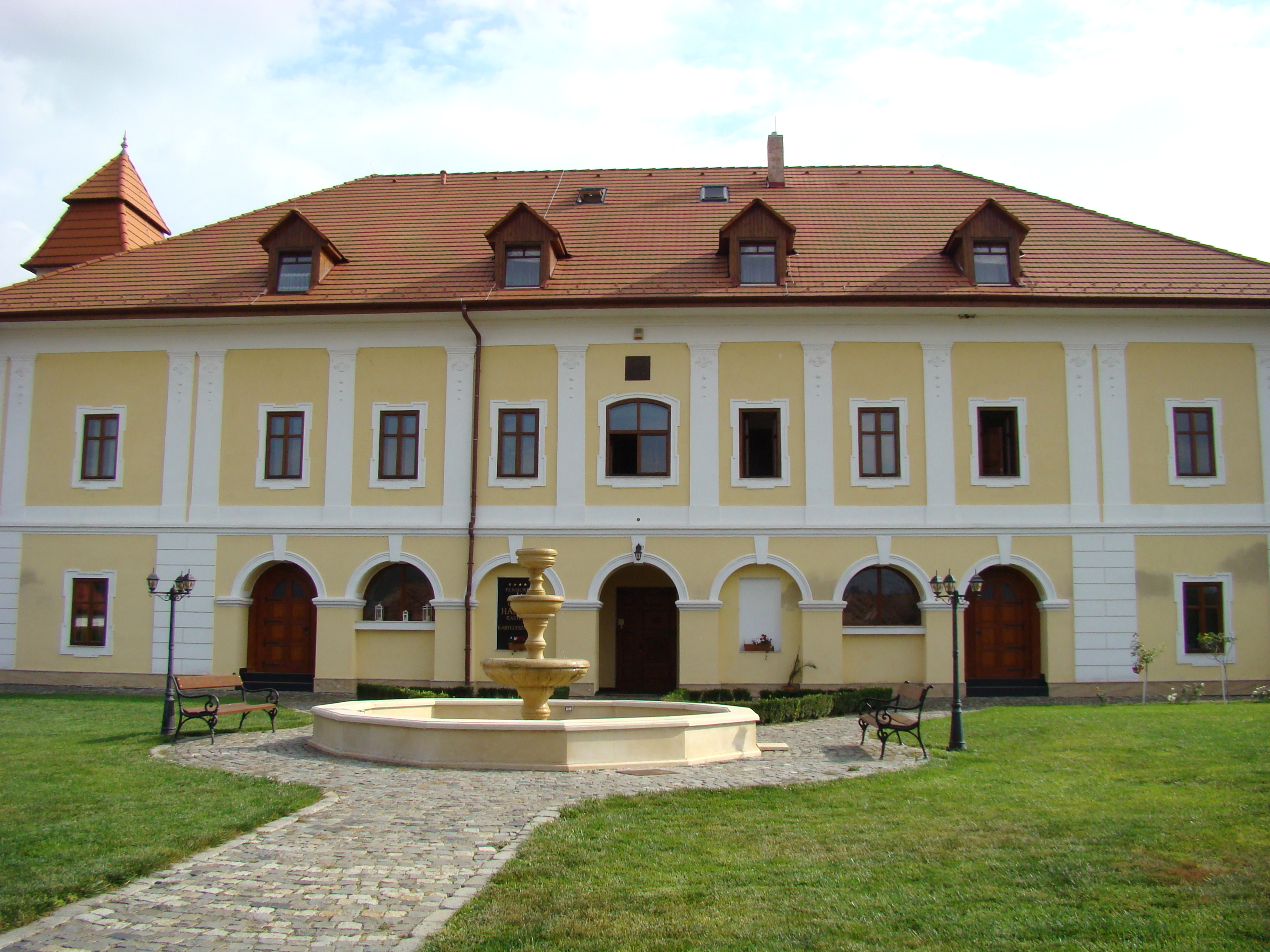